# 台灣伊斯蘭教

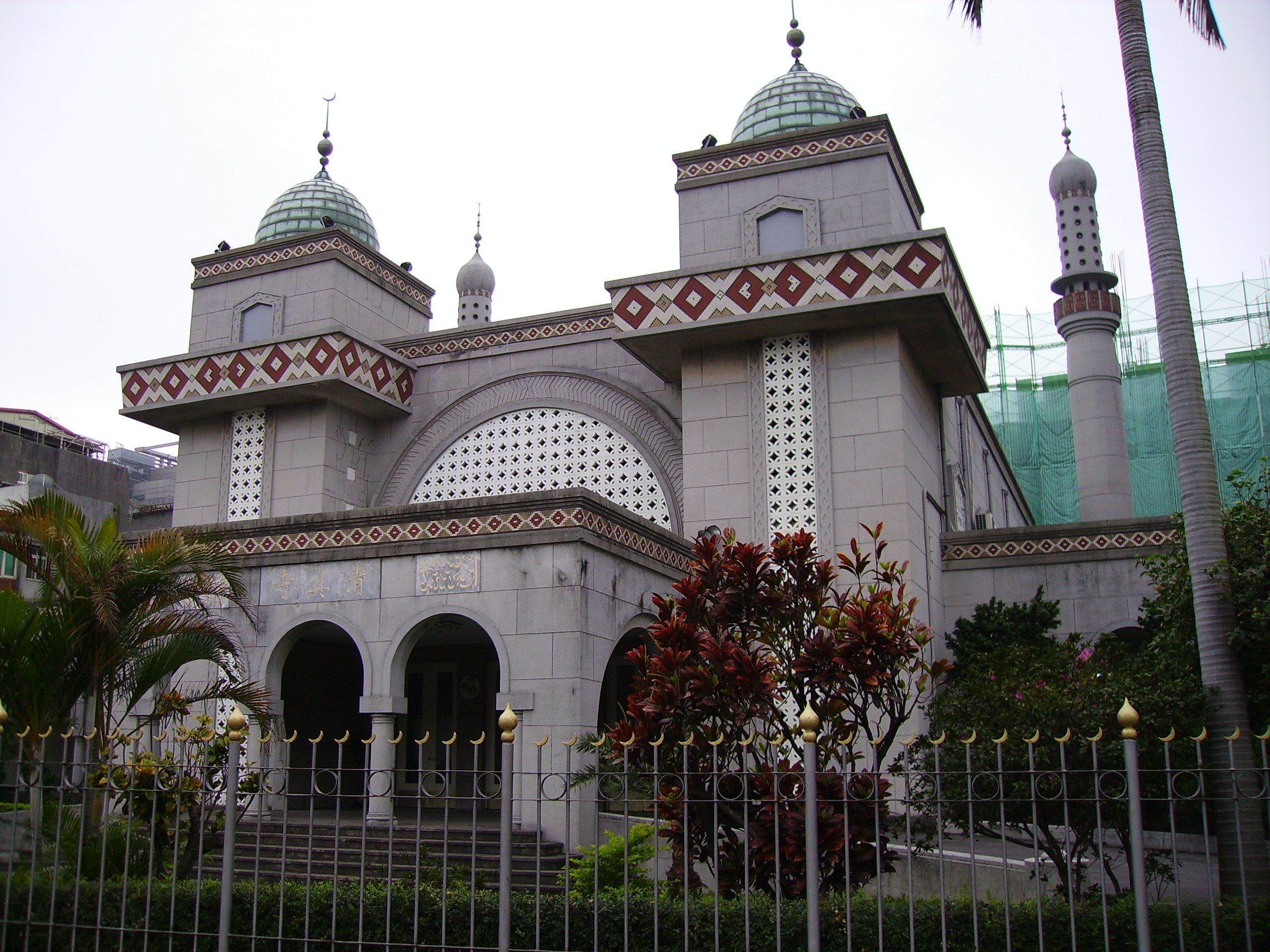
台灣第一座兼最大的台北清真寺（台北市大安區）

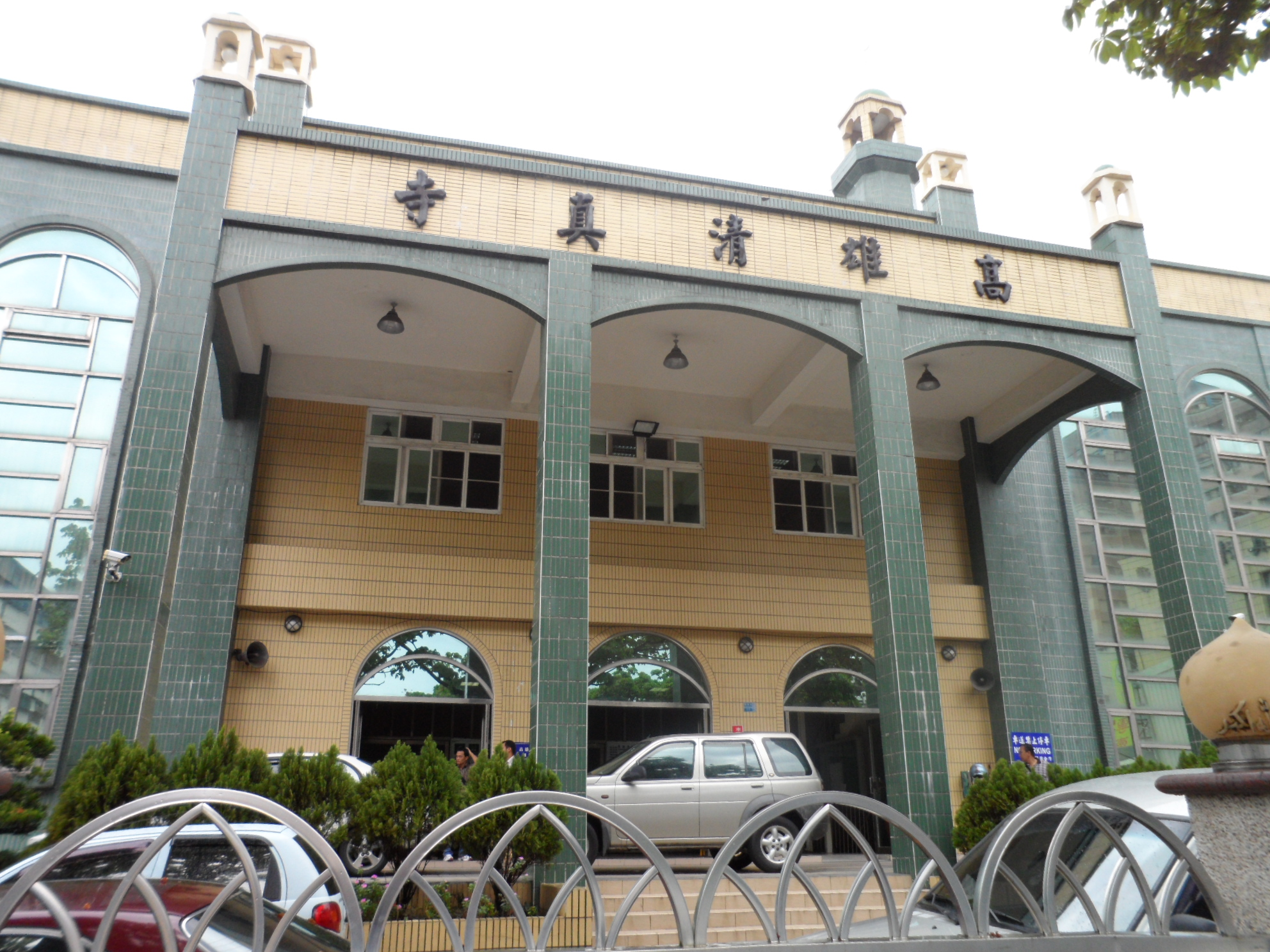
台灣第二座清真寺：高雄清真寺（高雄市苓雅區）

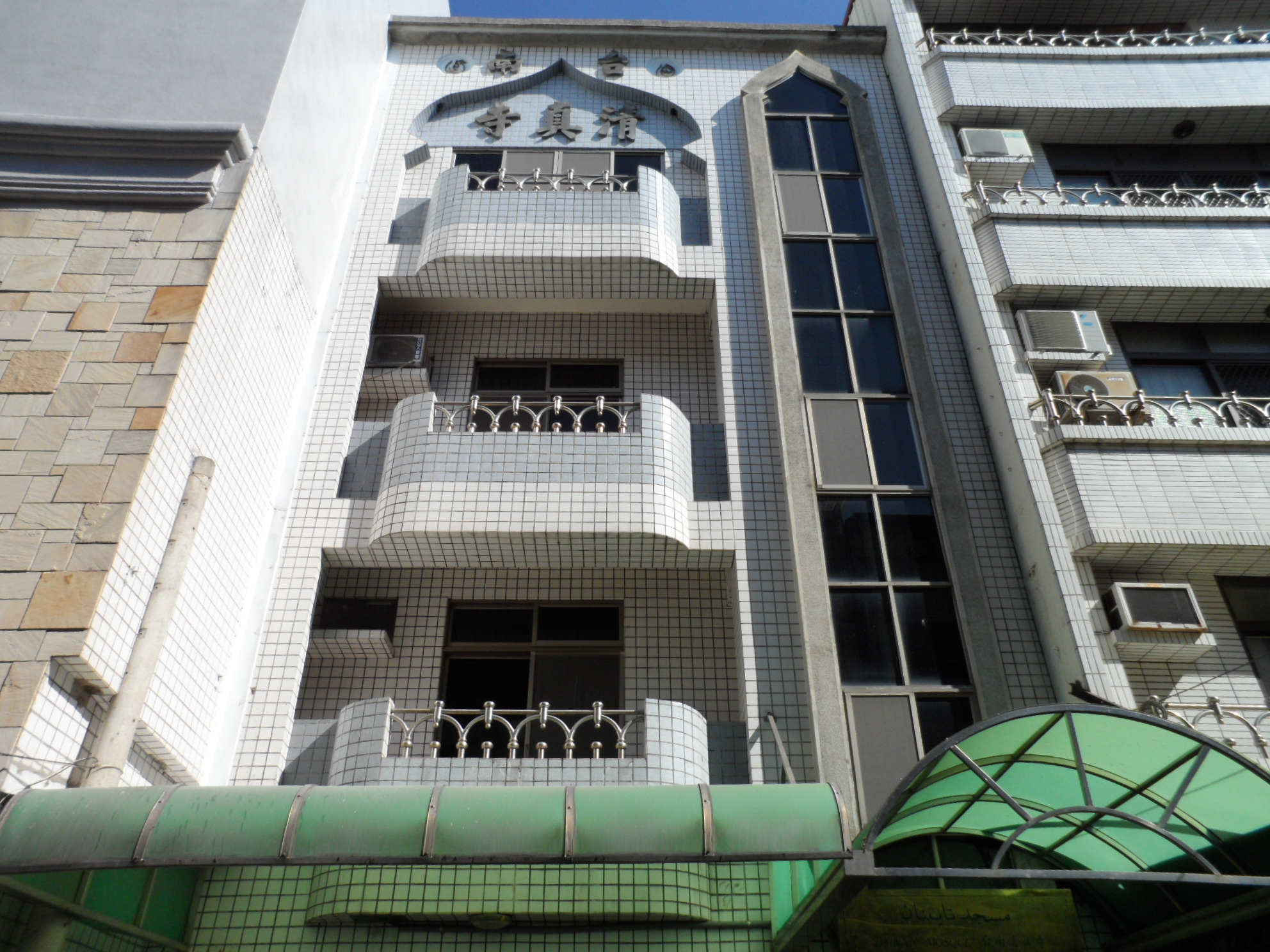
台灣第六座清真寺：台南清真寺（台南市東區）

伊斯蘭教（亦稱回教）是臺灣的少數宗教，約佔了台灣總人口的0.3%。台灣穆斯林約5至6萬人，其中約90%屬於回族，另有來自印尼、馬來西亞、泰國、菲律賓以及其他30多個國家的25多萬來台工作的外籍穆斯林。截止至2018年，台灣共有11座清真寺，其中最著名的為台北清真寺──其為歷史最悠久也規模最大的清真寺。
台灣穆斯林多數是從大陸移居來台的穆斯林及其後裔，屬於遜尼派哈乃斐穆斯林。儘管如此，他們與其他穆斯林學校團體幾乎沒有任何分歧的問題，更多的是對彼此的好奇。

## 簡介
信仰及實行伊斯蘭（Islam）教義的人稱之為穆斯林（Muslim），乃是阿拉伯語“伊斯蘭”的衍生詞。而全世界信徒超過十二億的伊斯蘭教於台灣亦稱為回教。
回教之名源自西元755年-763年中國唐朝的安史之亂，當時西北回紇興起援唐，此時回紇族信仰的伊斯蘭教便藉由此路傳入中國地區。因此，以回教之名稱呼伊斯蘭教的典故即由此而來。
伊斯蘭教一詞 (Islam)，來自阿拉伯文 الإسلام，其涵義是「歸順，服從，呈現，促現和平」之意。另外，在台灣，稱真主為「阿拉」或「安拉」（Allah），稱「麥斯智德」（mosque）為清真寺，稱「以瑪目」（imam）為教長，稱「阿衡」或「阿訇」（Akhoond）為宣教師，「來買丹」（Ramadan）稱為「齋戒月」，而「哈智」馬新譯為「哈芝」（hadji）稱為「朝覲者」。

## 歷史

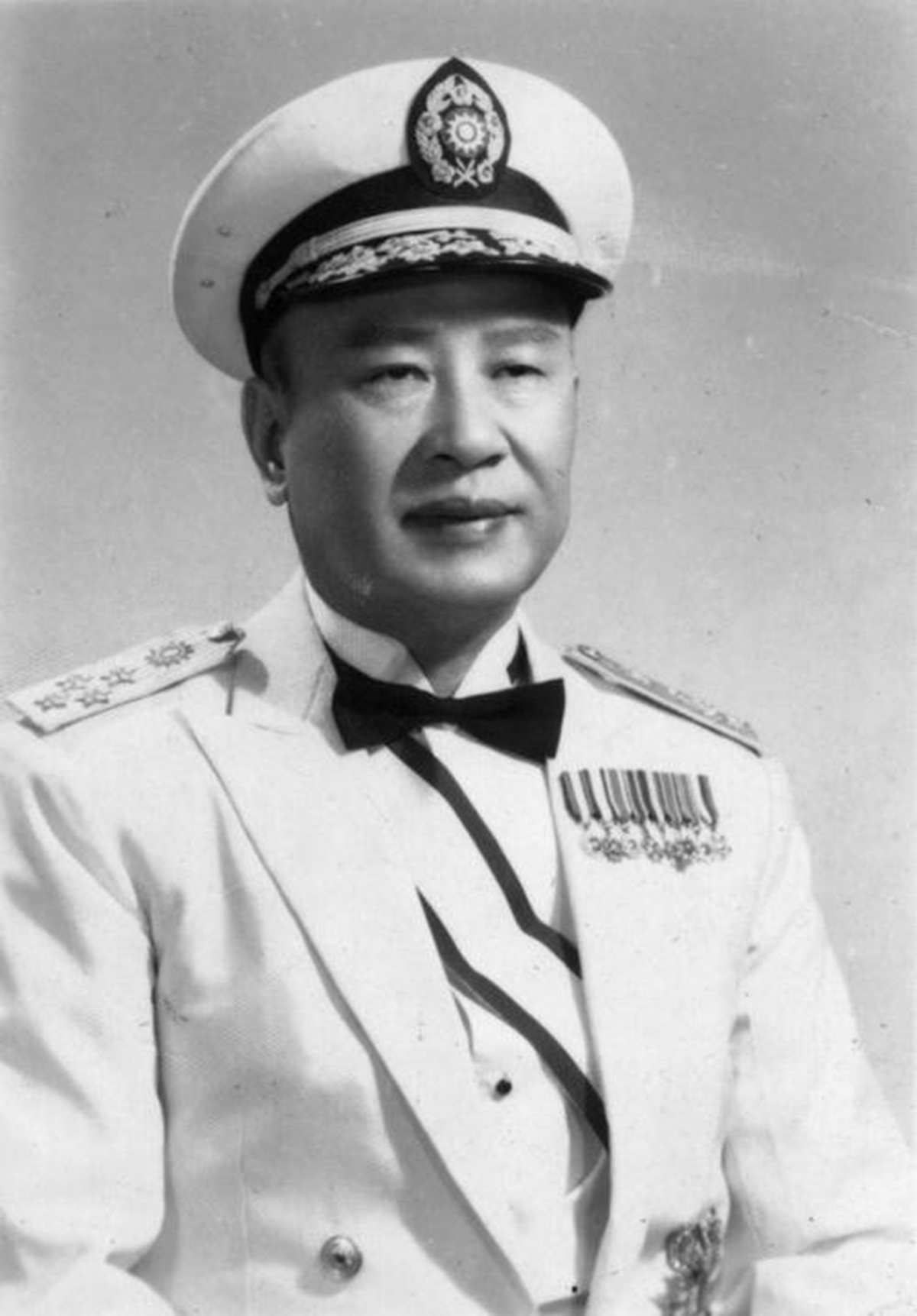
國民黨將領白崇禧

### 19世紀以前：閩南裔回教徒
據說伊斯蘭教最早是在17世纪传入台湾的，当时来自中国南部沿海省份福建的士兵隨同國姓爺鄭成功攻下當時由荷蘭統治的台灣，並在台灣建立東寧王國。在此之前，據傳伊斯蘭教是15世紀鄭和下西洋時傳進台灣。其中，隨同登陸台灣的閩南裔軍民就有不少穆斯林，他們帶著家人來到島上，並在鹿港、淡水等定居點定居，還在島上建立了一座泉州風格的清真寺，雖然現已不復存在，但建築遺址仍然存在。之後，清朝施琅攻打經營台灣時，也帶進了不少閩南裔的穆斯林。這些為數不少的漢化穆斯林大部分是來自泉州府的晉江縣陳埭丁氏與惠安縣白奇郭氏族人。這些人被認為是島上最早的穆斯林定居者。然而他們的後代紛紛融入台灣社會，並採用當地的習俗與宗教。
根據連雅堂在其著作《臺灣通史》（1918年）所述，當時島上的穆斯林很少，大部分來自於大陸其他省分。伊斯蘭教並未在當地傳播，也沒有在當地修建清真寺。
這批最先來到台灣的穆斯林的最後痕跡在台灣日治時期期間被抹去。這是因為當時日本政府禁止台灣人信奉外國宗教，促使民間只能秘密信教。當時最後一位從大陸來台的伊瑪目是在1922年。在此期間，所有外國宗教全被禁止。在1945年8月台灣光復後，於1948年又恢復了從大陸派遣伊瑪目來台的傳統。
中國回教協會對這一波穆斯林移民的人數統計約為兩萬人上下。儘管該協會努力在他們之間恢復伊斯蘭教，但他們在日常生活中基本上不再信奉伊斯蘭教。

#### 雲林
台灣雲林縣台西鄉有著賽典赤·贍思丁的後裔丁氏的其中一分支。他們透過福建泉州的丁氏家族來追溯其後裔。即便他們在福建假扮成漢族，他們在兩百年前初來到台灣時仍然信奉伊斯蘭教，並為此修建一座清真寺。但最終他們紛紛改信佛教或道教，原本的清真寺被改建成丁家道观。

#### 彰化

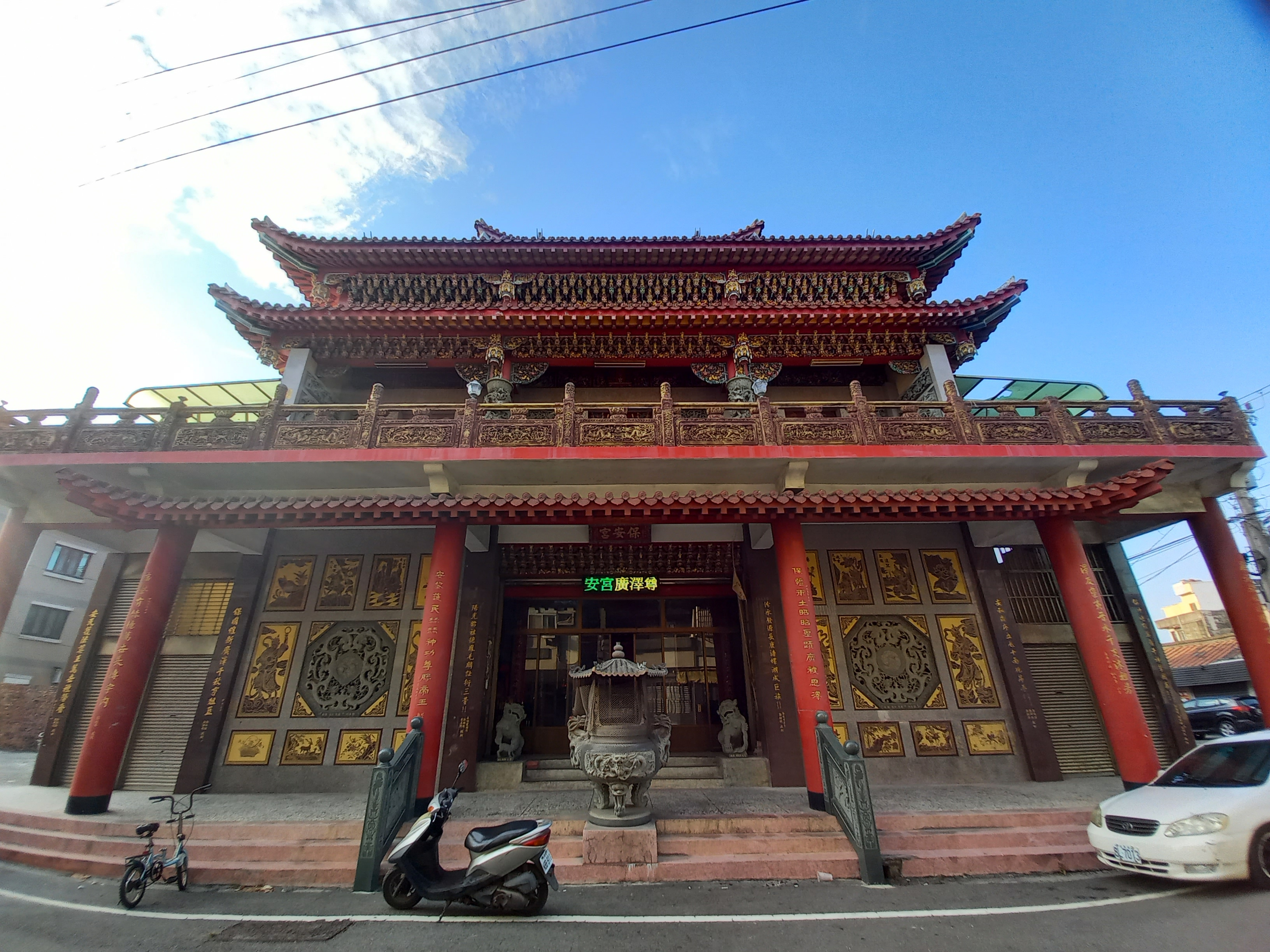
原為清真寺舊址的鹿港郭厝保安宫

彰化縣鹿港鎮中也有丁氏家族。他們從其家譜追溯其祖先，也都在福建泉州。根據紀載，1725年，同楊信奉伊斯蘭教的郭氏家族在此建有清真寺與浴井。然而他們迫於輿論壓力，許多先人到台灣後便不再信奉伊斯蘭教，該口井也在第二次世界大戰前不久消失了。他們的祖先給當代人留下了一些穆斯林傳統的暗示，這表現在他們的房子是四合院式的，他類似於方型的建築，中間存有庭院，但與台灣一般的三合院不同的，即該屋為U型，中間也存有庭院。從俯視圖來看，這個四合院像是一個「回」字，它代表著大陸西北地區的回族（位於大陸的少數民除之一）。這些家族透故在鹿港經商而名利雙收。
此外在鹿港，也有一批隨國姓爺而來的回族後裔，他們到後來也不再信奉伊斯蘭教。台灣的郭氏家族分支雖已不再信奉伊斯蘭教，並遵循中國傳統文化，但他們仍不在星期五吃豬肉，也不向祖祠供奉猪肉。祭祀期間他們也會戴上頭巾。中國回教協會為此將他們視為穆斯林。根據一些歷史文獻紀載，鹿港的北頭地區曾有一座清真寺，根據一些研究，幾百年前的鹿港郭厝保安宫舊址應該就是清真寺的所在地。

#### 基隆
基隆市也有兩戶人家的祖先祠堂裡供奉著《古蘭經》與阿拉伯文，但他們直到最近與初到台灣的穆斯林接觸後才了解這些物品的意義。這兩個家庭並非穆斯林，也不讀阿拉伯語，但他們尊重其祖先視其為神聖的書籍。

#### 台南
同樣地，根據報導，台南市也有兩三個家庭遵守與伊斯蘭教而非佛教/道教關聯的喪葬習俗，如儀式性的清洗遺體並用白布包裹，不過他們在正常的生活等其他方面上仍然與一般台灣人無異。

### 二戰之後：外省裔回教徒

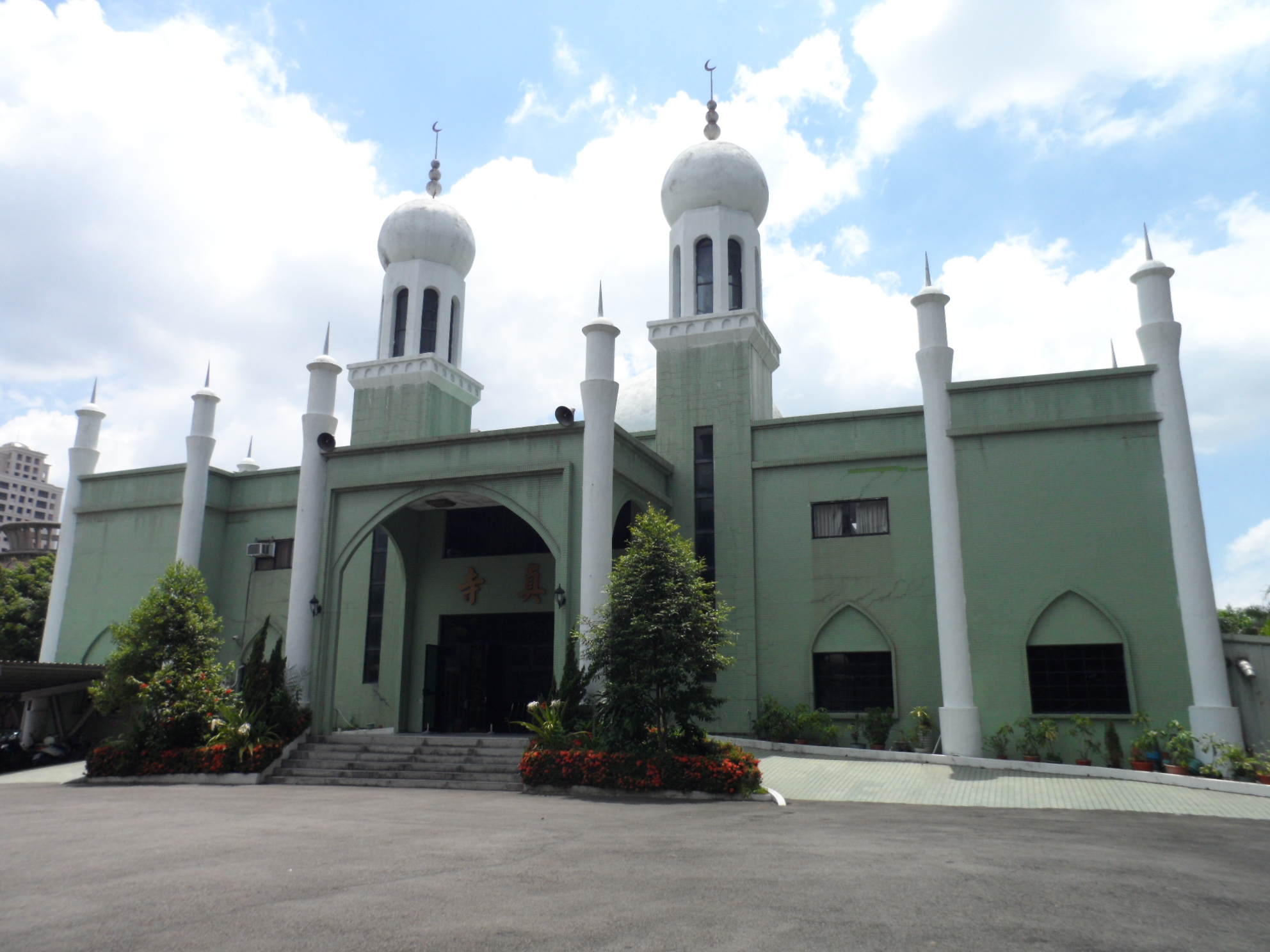
位於台中市南屯區的台中清真寺

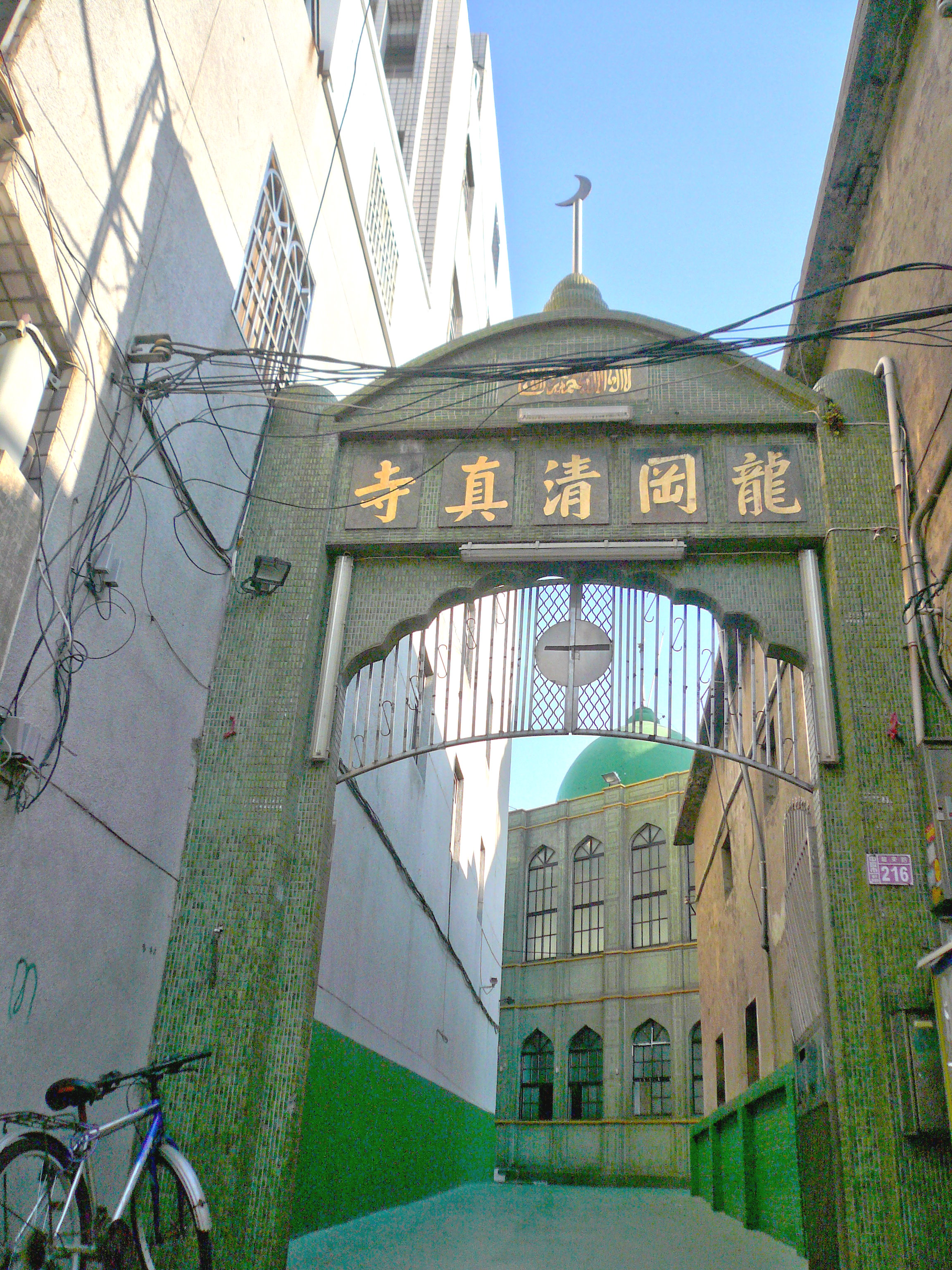
位於桃園市中壢區的龍岡清真寺

第二波的穆斯林移民發生在20世紀的中國內戰期間，1949年第二次國共內戰後，隨著當時中華民國國防部部長白崇禧的領導下，約有二萬名穆斯林教眾隨著國民政府逃離大陸，並遷到台灣。他們多為軍、公人員，主要來自雲南、寧夏、新疆、甘肅、安徽等穆斯林分布的省分（主要為大陸西部與南部地區）。1947年，這批定居台灣的大陸穆斯林于台北建立了近代全台第一座清真寺：台北清真寺。該清真寺不僅象徵中華民國政府對伊斯蘭教的友好態度，也加強了中华民国与穆斯林盟国的外交关系。在該清真寺建立後，中华民国与其他穆斯林国家的外交活动有了很大发展，商贸往来亦显著增加。
這波從大陸遷台的穆斯林促進了其他台灣清真寺的建立，如1949年在高雄建立的高雄清真寺、1950年在台北建立的台北文化清真寺和1951年在台中建立的台中清真寺。
20世紀50年代，鑒於風俗習慣的不同，穆斯林與漢人之間的交流十分有限。穆斯林主要透過伊斯蘭社區相互依賴，該社區定期在台北市大安區麗水街的一棟房子的聚會。台北市大安區麗水街同時也是台北清真寺的舊址，後來在1960年遷到新生南路之現址重建。然而到了20世紀60年代，當穆斯林意識到返回大陸的可能性不高時，他們基於職務需要，與漢人的交流變得更加頻繁，不過穆斯林之間仍然存在相當程度的相互依賴關係。
1953年，聯合國大會通過決議，譴責中華民國政府在緬甸境內的行動與游擊戰。最後，台北與仰光、曼谷達成協議，將李彌指揮的所有國民黨非正規部隊返回台灣。民航空運公司將5583名国民党士兵和1040名眷属运往台湾。這支游擊隊大部分是穆斯林，然而他們在台灣新家並沒有地方可以做禮拜，因此他們在1964年在桃園市中壢區建立龍岡清真寺，並於三年後竣工。該地區周圍居住著約兩百戶穆斯林家庭，其中大部分為馬氏家族，附近還有許多雲南、緬甸與泰國餐館。
同時在這段時期，一些穆斯林領導人在立法院與國民大會佔有席位，有穆斯林擔任中華民國國軍的中將，特別是馬慶強，其一度為蔣介石的高級顧問之一；穆斯林同時還擔任外交要職，比如中华民国驻科威特大使王世明。

### 1990年代以後：穆斯林新住民

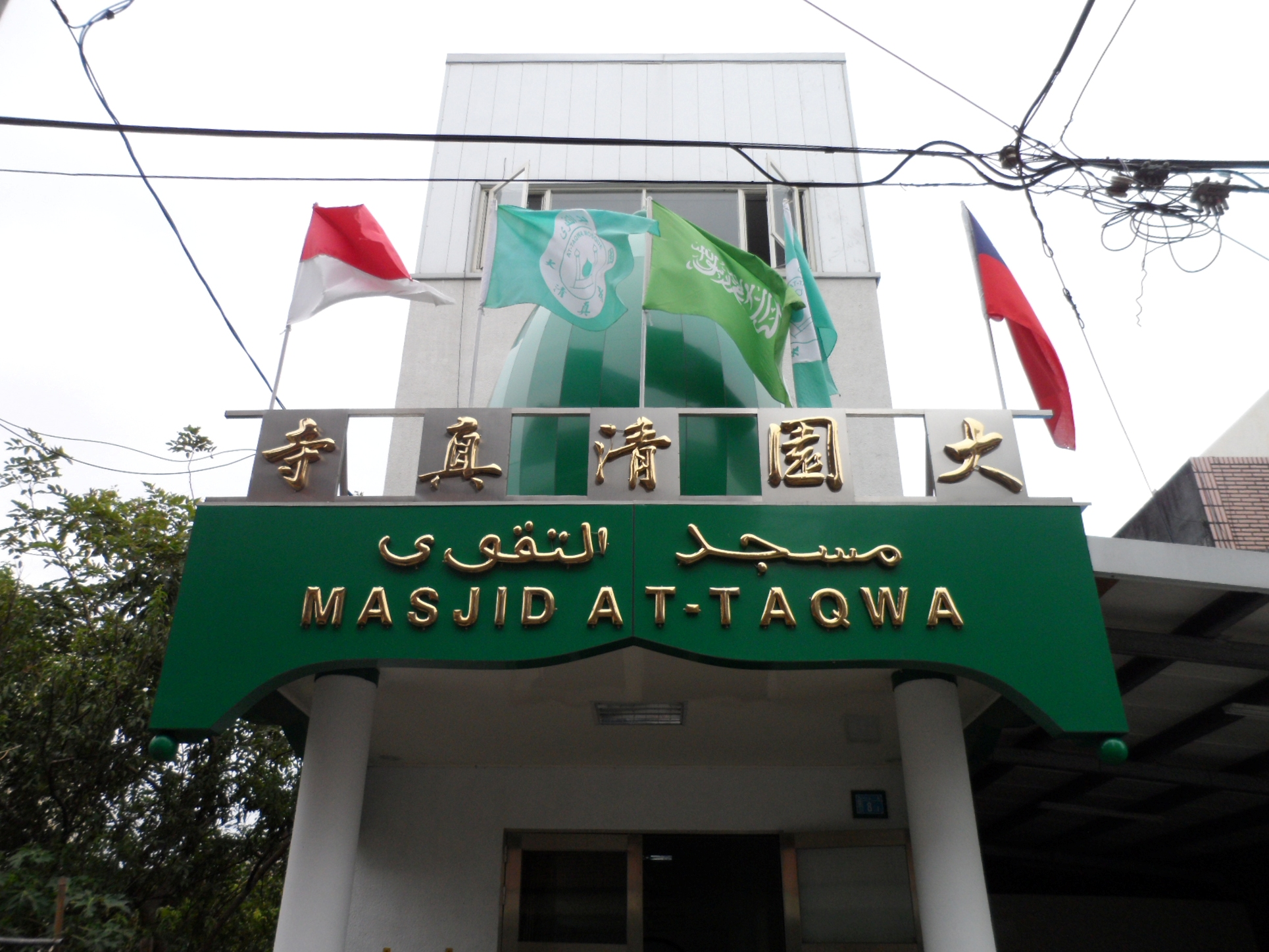
位於桃園市大園區的大園清真寺

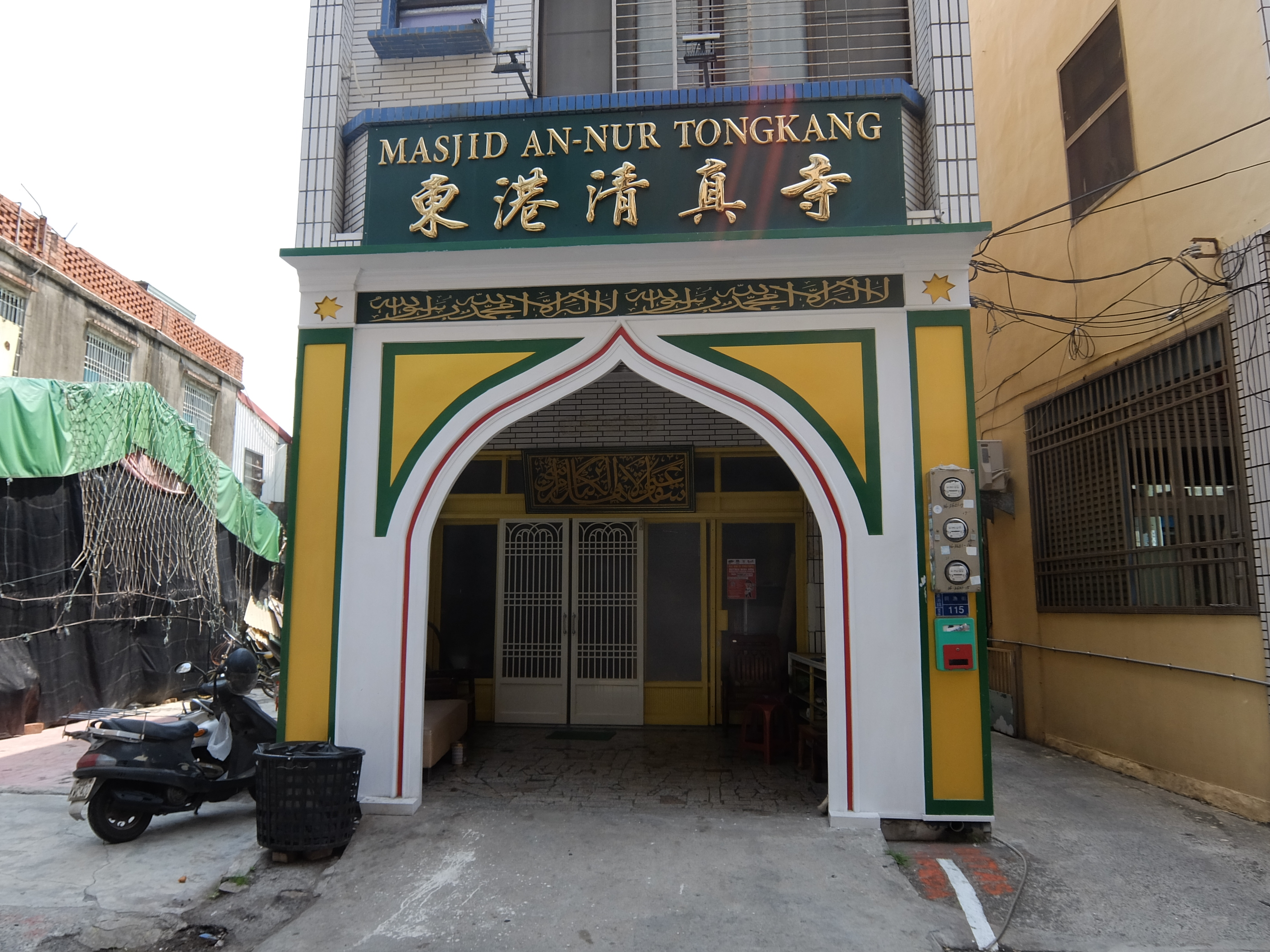
位於屏東縣東港鎮的東港清真寺

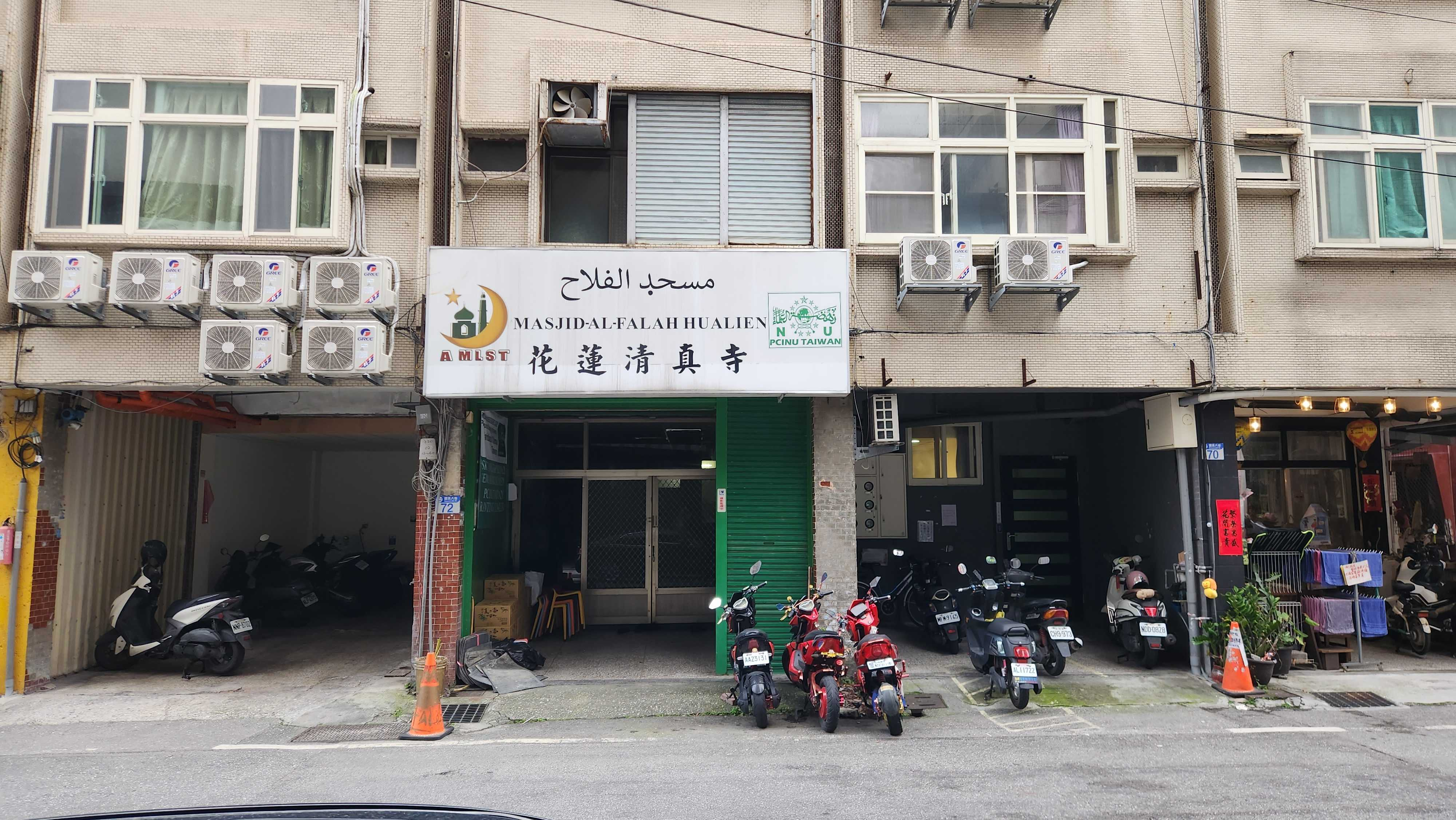
位於花蓮縣花蓮市的花蓮清真寺

自20世紀80年代以來，成千上萬的穆斯林從泰國、緬甸移居來台，藉以尋求更好的生活。他們多為中國共產黨接管大陸時逃離雲南的國民黨士兵後代。這些人是台灣的第三批穆斯林移民，他們中的許多人定居在新北市中和區華新街、桃園市中壢區和其他一些城鎮。
1989年，台灣實施了一項政策，允許更多的外國務工人員填補日益成長的工業部門之藍領階級崗位，其中許多人來自於穆斯林占多數的南亞與東南亞。如今，台灣穆斯林大多數都乃最近皈依的，其中許多女性因為與大陸穆斯林結婚而也成為穆斯林。目前台灣約有六萬名穆斯林，另有25萬名印尼穆斯林工人，與來自馬來西亞、菲律賓、巴基斯坦、印度和其他地方的穆斯林，是以目前在台灣生活的穆斯林總共超過31萬。

在台印尼穆斯林不斷增加的跡象在許多工業城鎮中隨處可見，以桃園市大園區為例，在那裏工作的印尼人越來越多，他們中的許多人都還是穆斯林。一印尼工人在與一位台灣男性結婚後，建造了台灣第七座清真寺：於2013年6月9日开放的大園清真寺。一群在宜蘭縣蘇澳鎮附近港口工作的印尼漁民在2014年建立了台灣第八座清真寺：巴特爾穆斯林清真寺；台灣第九座清真寺，即位於屏東縣東港鎮的東港清真寺於2017年竣工，2018年2月18日开放。台灣第十座，也是最新的清真寺：位於花蓮縣花蓮市的花蓮清真寺在2018年3月18日遊印尼前印尼法律与人权部长列表穆罕默德·MD主持落成典禮。

## 現況

### 政府
2005年4月，當時的陳水扁總統率領台灣代表團乘坐華航包機前往梵蒂冈聖伯多祿大殿參加教皇若望保祿二世的葬禮。代表團成員包括外交部長陳唐山和台北清真寺伊瑪目馬孝棋。
2015年12月，东南亚及太平洋地区伊斯兰教道协理事会第16屆大會於台北舉行，總統馬英九在開幕式上致辭，政府將致力於促進宗教自由，增進對伊斯蘭教的了解，並保障台灣少數穆斯林與中華民國憲法保持一致。

### 媒體傳播
台灣穆斯林的母語為國語，是以《古蘭經》和《聖訓》會分別由马俊和陈克礼從阿拉伯語翻譯成國語。1959年3月，第一部40萬字的中文古蘭經譯本於書店出版──此乃一個專門的翻譯委員會歷時七年的翻譯工作之成果。
中國回教協會曾贊助中國廣播公司每周一次的廣播節目，透過大型發射機向大陸地區廣播，讓大陸穆斯林了解台灣和全球穆斯林國家的宗教活動他們還利用以阿拉伯語為母語的廣播節目向其他穆斯林國家廣播。
《伊斯蘭教在中國》是一本在台灣發行的伊斯蘭教季刊，旨在加強台灣穆斯林之間的聯繫，促進伊斯蘭教在台灣的發展，每期約有兩千份於台灣與海外發行。該雜誌主要介紹《古蘭經》、聖訓與達瓦以及有關伊斯蘭教與台灣穆斯林的新聞。另一本是由中國回教青年會主辦的《伊斯蘭文化》。此外台灣也其他一些包含伊斯蘭教義在內的伊斯蘭教出版物。
2020年9月29日，中華郵政發行了台北清真寺與台中清真寺的郵票，面值分別為15元與28元。

### 穆斯林就業條例
在台灣，如果雇主強迫穆斯林工人接觸豬肉會被處以罰鍰。2010年5月，臺北縣欣华行时装公司老闆娘因強迫三名印尼穆斯林員工吃豬肉長達七個月而被起訴，並因此被判處六個月監禁。當時三名工人寫信給當時的台北縣政府勞動部求助。此事件引發了由台灣國際勞工協會領導的數十名外籍勞工在外交部領事事務局抗議，並引來印度尼西亞政府的譴責。台灣國際勞工協會主席顧玉玲表示，問題的根本在於政府對於將移民護理人員納入《勞動基本法》，以保護他們的工作權利之事一拖再拖。在此次事件的推動下，勞委會製作了一則電視廣告，表達對不同宗教的尊重，促進社會和諧。該廣告也受到中國回教協會的歡迎。
2011年5月，嘉義市也因為上述如此對待一位印尼勞工而被處以罰鍰，夫婦倆還犯下諸如逼其長時間工作與威脅驅逐出境。該名印尼勞工先是被誤導至台灣，因為他以為自己會從事老年看護工作。
目前有許多台灣穆斯林在高等院校、工商部門擔任公務員、軍人、工程師、醫生、律師與教授。然而在企業階段仍然沒有穆斯林的影子，目前立法院中也沒有穆斯林代表席位。
2017年開齋節期間，勞動部發表聲明，鼓勵雇主允許其穆斯林員工慶祝節日，並在節日期間休息一天。在2018年賴買丹月期間，台北市政府勞工局提醒雇用穆斯林的雇主在賴買丹月期間他們的斋戒和祈祷仪式。

### 伊斯蘭飲食

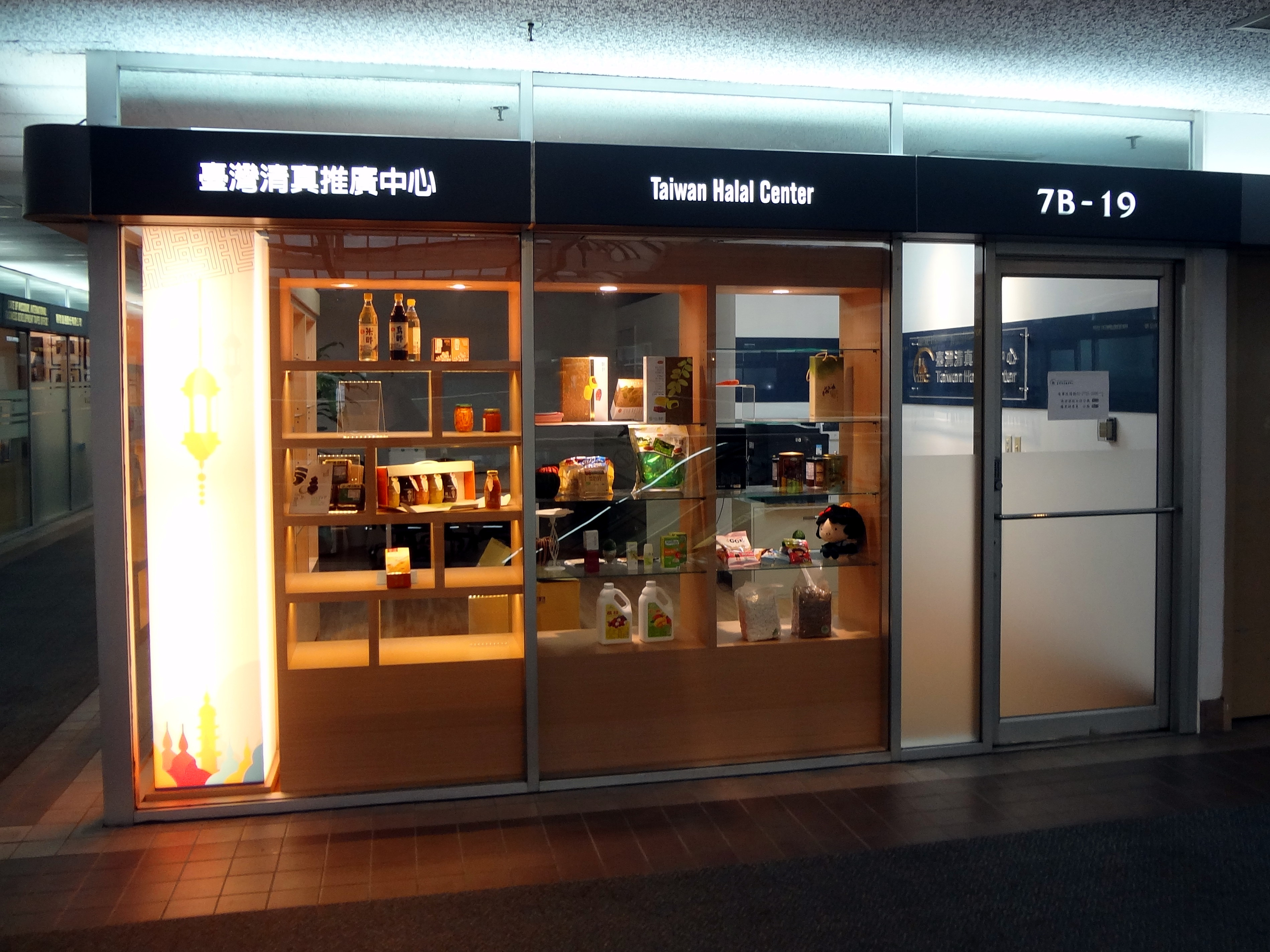
位於台北市信義區的臺灣清真推廣中心

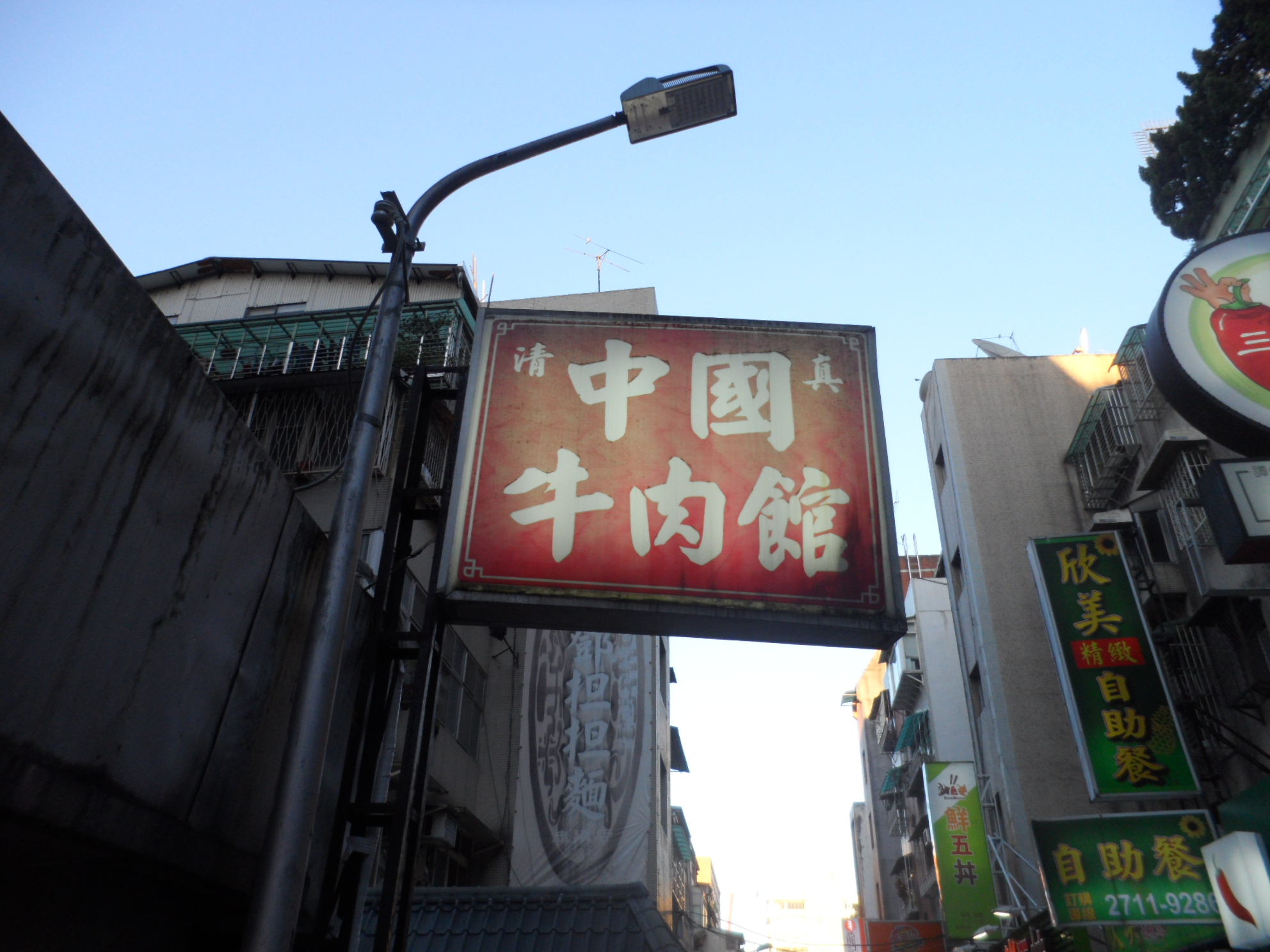
位於台北市大安區的清真中餐館

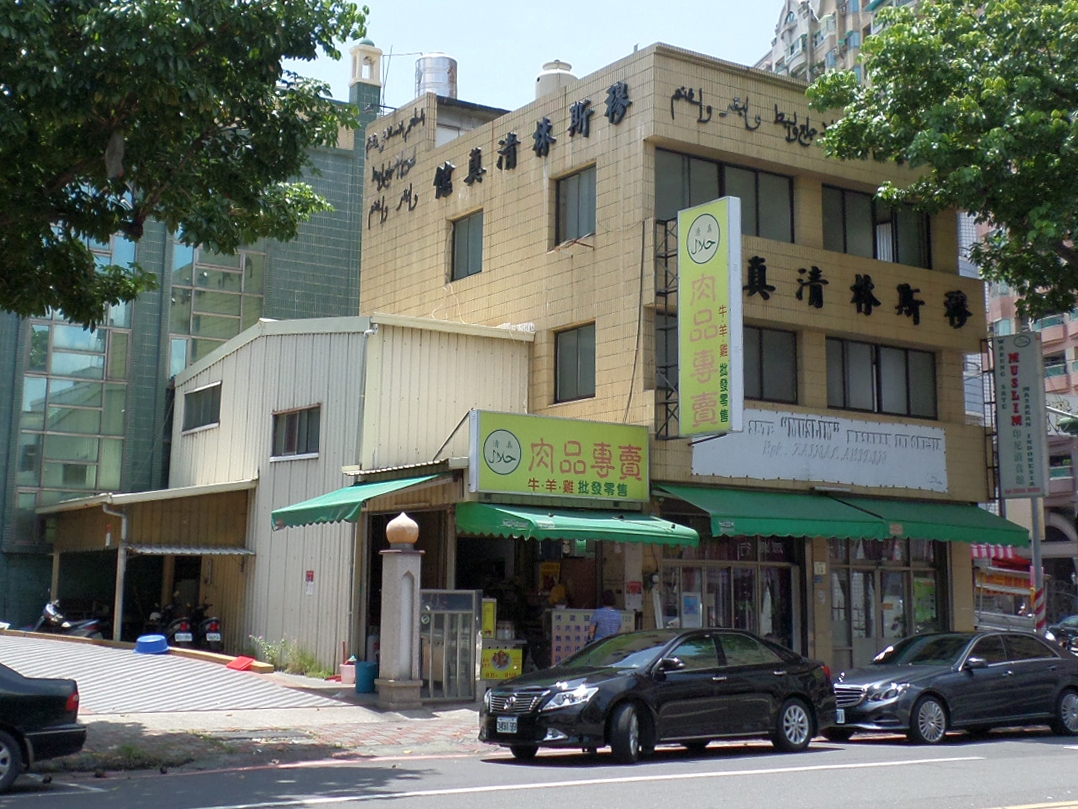
高雄市苓雅區的清真餐廳

清真食品遍布台灣各地，但大多集中在台北，桃園、台中與高雄也有著清真食品。截止至2019年11月，台灣共有兩百家清真餐廳。此數據繼續以每年約20%的速度增長。臺灣清真推廣中心於2017年4月21日成立於台北，旨在推廣清真認證食品，其中還包括用海外分支機構幫助台灣企業獲得認證，將食品出口到有清真食品需求的國家。該中心總部位於台北世界貿易中心1館七樓。
台灣的其中一個清真認證機溝為台灣清真產業品質保證推廣協會，其在2011年5樂於台北成立，並獲得由印尼、馬來西亞與新加坡當局管理的跨境清真食品认证计划之会员资格。該協會設立於台北文化清真寺中；另一個清真認證機構為「穆斯林友好餐廳」認證，由中國回教協會負責。辦理這些認證的目的，除了證明食品的清真性外，還在於讓全世界都知道台灣也有穆斯林。認證準則還規定了根據穆斯林在餐廳就餐的習俗，接待穆斯林顧客的方法、來源、項目、注意事項與禁忌。此方法也許會使接待穆斯林顧客的成本增加，但卻有助於吸引更多的穆斯林顧客來台。
台灣的餐廳與食品店有兩種清真認證，分別為：
- 「清真餐廳」：適用於穆斯林開設的餐廳或食品店。
- 「穆斯林友好餐廳」：適用於非穆斯林開設的餐廳或食品店。

此外，部分像是台灣科大與元培科大有在校內設立清真食堂，為學生提供清真食品。
2011年7月，宜蘭縣香格里拉休閒農場渡假村在交通部觀光署的幫助下，歷經三年後獲得中國回教協會的清真認證，成為台灣第一家獲得該認證的住宿場所。除此之外，該渡假村還為穆斯林提供祈禱室，並在房間天花板上提供指向基卜拉的箭頭。
2013年，台灣在台北南港展覽館1館舉辦了首屆清真博覽會，名為「2013年台灣國際清真博覽會」。在那裏，清真食品提供出創新食品，將原有的清真食品與台灣特色完美融合。該博覽會由中華民國對外貿易發展協會發起，將先前台北食品博覽會清真展區專用於該博覽會上。
此外根據中華民國對外貿易發展協會的數據顯示，截止至2013年6月，已經有近150家台灣公司獲得清真認證，另有130家仍在認證階段，從而形成當地的小型穆斯林產業。
台灣目前有四家提供清真肉類的屠房，其中一處在台北，其餘三處在雲林。
2018年6月，台北市政府宣布引進銷售清真認證食品的自動販賣機。機器的初步安裝將在穆斯林學生較多的大學院校附近進行。
高雄市新興區的六合夜市開始在攤位上販賣清真食品。2019年，政府向一些夜市攤位提供補助，鼓勵他們向國際穆斯林旅遊產業發展協會申請清真認證。

### 教育
由於伊斯蘭教與其他宗教一樣，不存在正規的伊斯蘭教育，清真寺會應家長的要求，為當地的穆斯林開設一些伊斯蘭課程，如阿拉伯語、《古蘭經》與聖訓教學，以及伊斯蘭教法，並且由於台灣人平日工作、學業上比較繁忙，許多課程都設立在周末。
不過在阿拉伯語教學方面，國立政治大學自1957年起就在外國語言文學學院下設的阿拉伯語言文化方面開設相關課程。由於阿拉伯世界在世界文化、政治和經濟方面的重要性與日俱增，政府授權將阿拉伯語言和文化系獨立起來，使其與大學內的東方語言和文化系平起平坐。此外該系也與科威特大學、約旦大學與沙特國王大學見樂了合作夥伴關係。該系與伊斯蘭文明與思想研究中心合作，在2009年5月15日於該大學舉行了題為「中東與伊斯蘭」之國際會議，主題為「21世紀的中東與伊斯蘭：過去、現在與未來」。
中國回教協會也一直派遣台灣穆斯林學生到海外接受正規伊斯蘭教育。為了進一步加強在穆斯林中保護伊斯蘭信仰的工作，該協會制定了「世俗教育工作者」教育計劃，台北市政府教育局已批准在暑假期間為中小學教師開設伊斯蘭課程的建議，還向公立學校教師提供真實的伊斯蘭訊息，藉以消除對伊斯蘭的成見與誤會。

### 齋戒

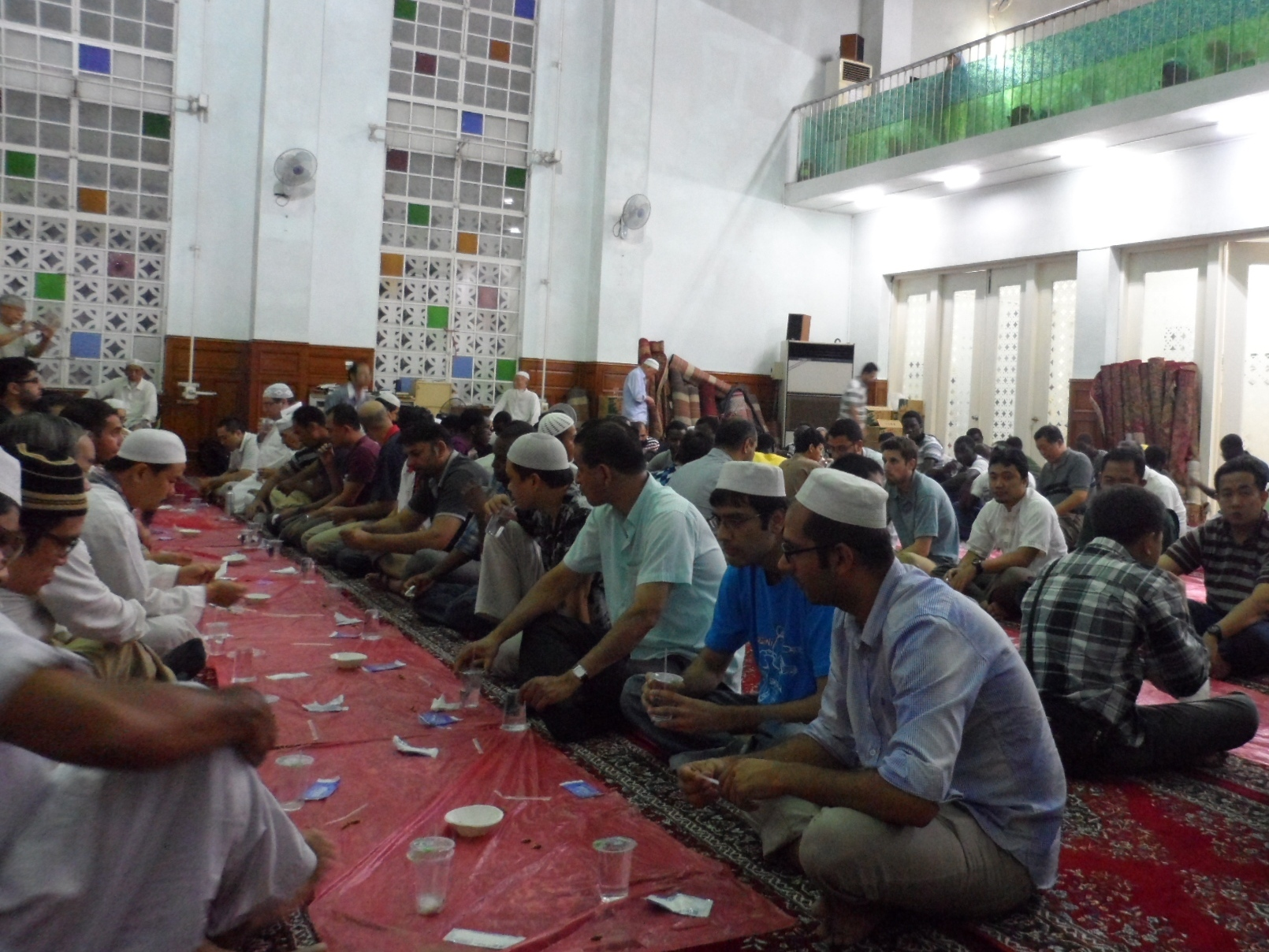
在賴買丹月期間於台北清真寺享用開齋飯的穆斯林

台灣的穆斯林可以在伊斯兰教的齋月期間實行齋戒。一般來說，他們在台灣舉行此儀式不會遇到任何問題，唯一會遇到的問題是他們白天將總是不得不婉拒台灣同事的午餐邀請。當地的台灣人可能也想知道他們的一些穆斯林鄰居會不會一大早就起來做封齋飯（即在齋戒前吃的飯）。
2008年9月，台北清真寺伊瑪目尤努斯·馬表示，賴買丹月是台灣穆斯林思考自己的信仰與行為的機會。中國回教協會定期分發斋月期间的齋戒、祈禱與休斋时间表。在2016年的齋月期間，台北清真寺向穆斯林員工的雇主或松提出要求，希望他們能夠更加靈活、從容地對待穆斯林員工，使他們能夠出份遵守齋戒。2018年和2020年的齋月時，台北市政府勞動局與中華民國勞動部也傳達的同樣的意見。

### 天課

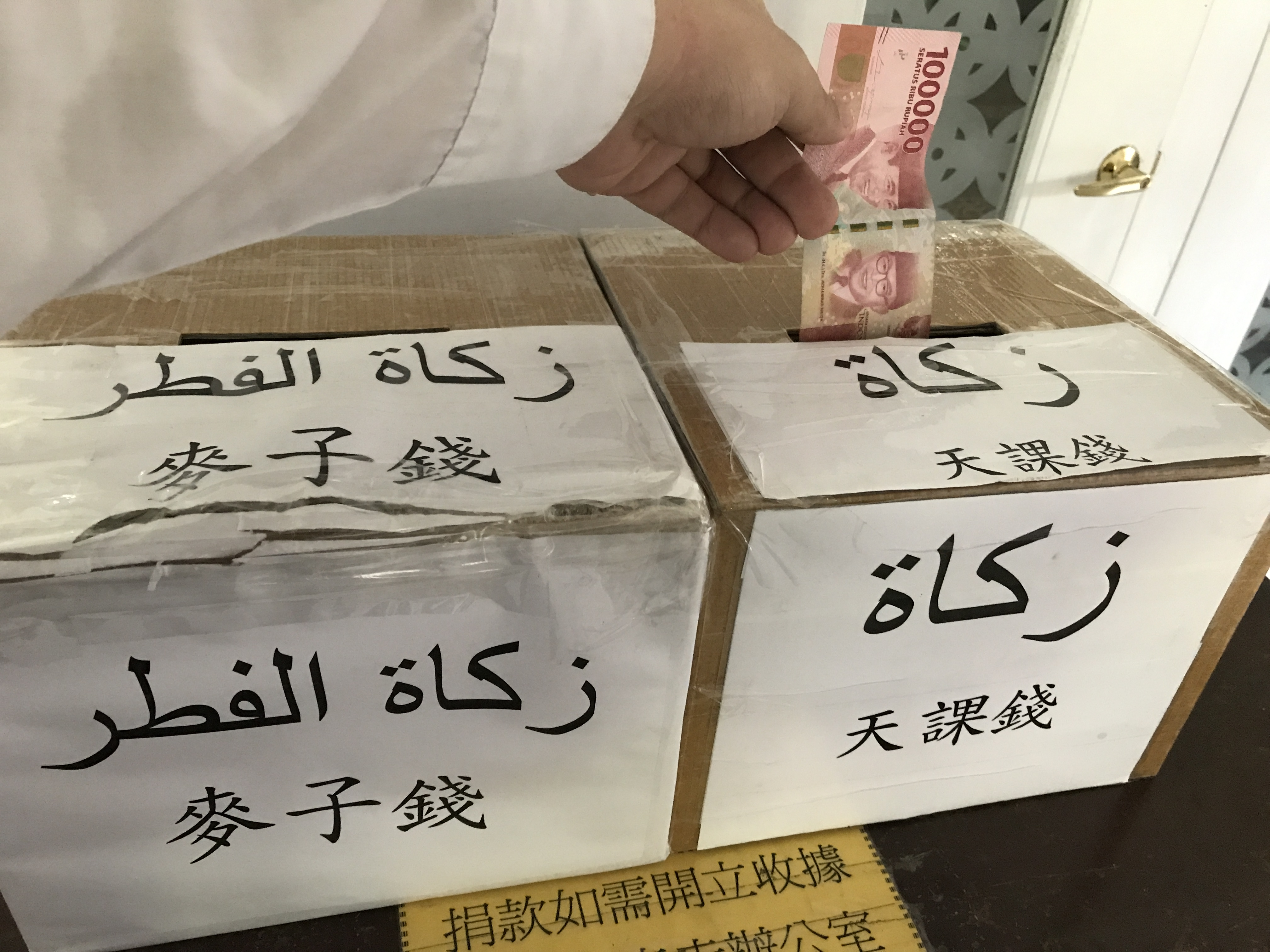
台北清真寺的天課募捐箱

天課是伊斯蘭教規定的強制性慈善活動，但並非一定要實施在經濟上而已。來自台北清真寺的台灣穆斯林經常會去三峽、雲林或其他拘留中心探望因工作許可證逾期而被拘留的外籍勞工。穆斯林會幫助他們完成辦理手續和滿足其他需求，其他的還會探望社區中的老人、病人與窮人。

### 醫療保健
2018年11月，位於台北市松山區的臺安醫院成為台灣首家獲得穆斯林友好醫院認證的醫院。印尼烏里瑪委員會會在其提供的食品、藥品與化妝品獲得清真認證並設有慕斯林祈禱室後對其進行驗證。目前臺北市政府也在與該醫院合作，擴大室內穆斯林友好醫院的數量。此外也有多家醫院為訪客設立祈禱室與清真餐飲之選擇。

### 婚禮
台灣穆斯林的婚禮大多在台北清真寺舉行，這是因為該清真寺規模較大，且有40%的穆斯林都住在台北。台灣穆斯林一般都保持與同信仰者保持伴侶關係，或因結婚而皈依伊斯兰教的传统。

### 穆斯林節慶

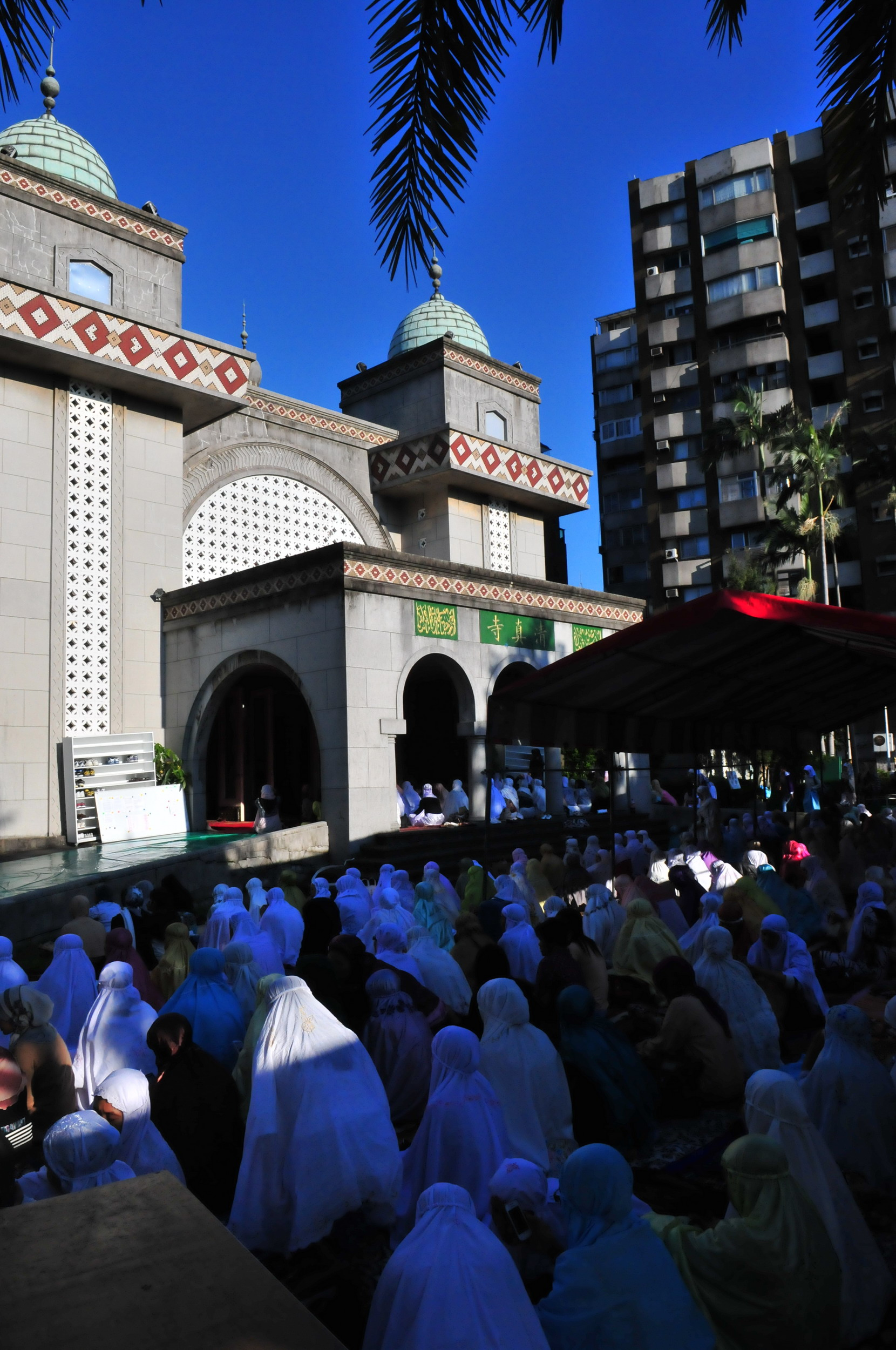
台北清真寺的開齋節會禮

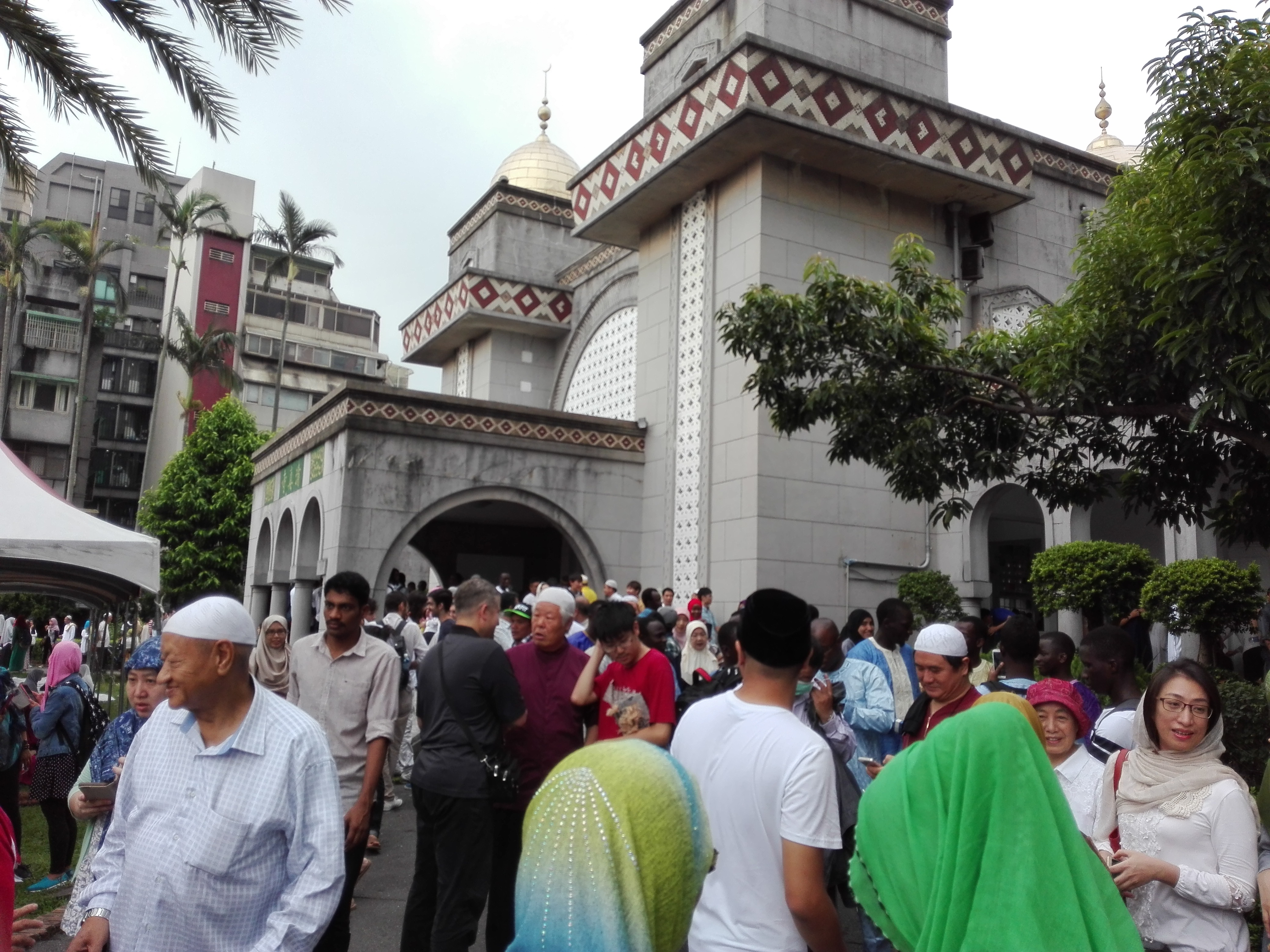
台北清真寺的古爾邦節

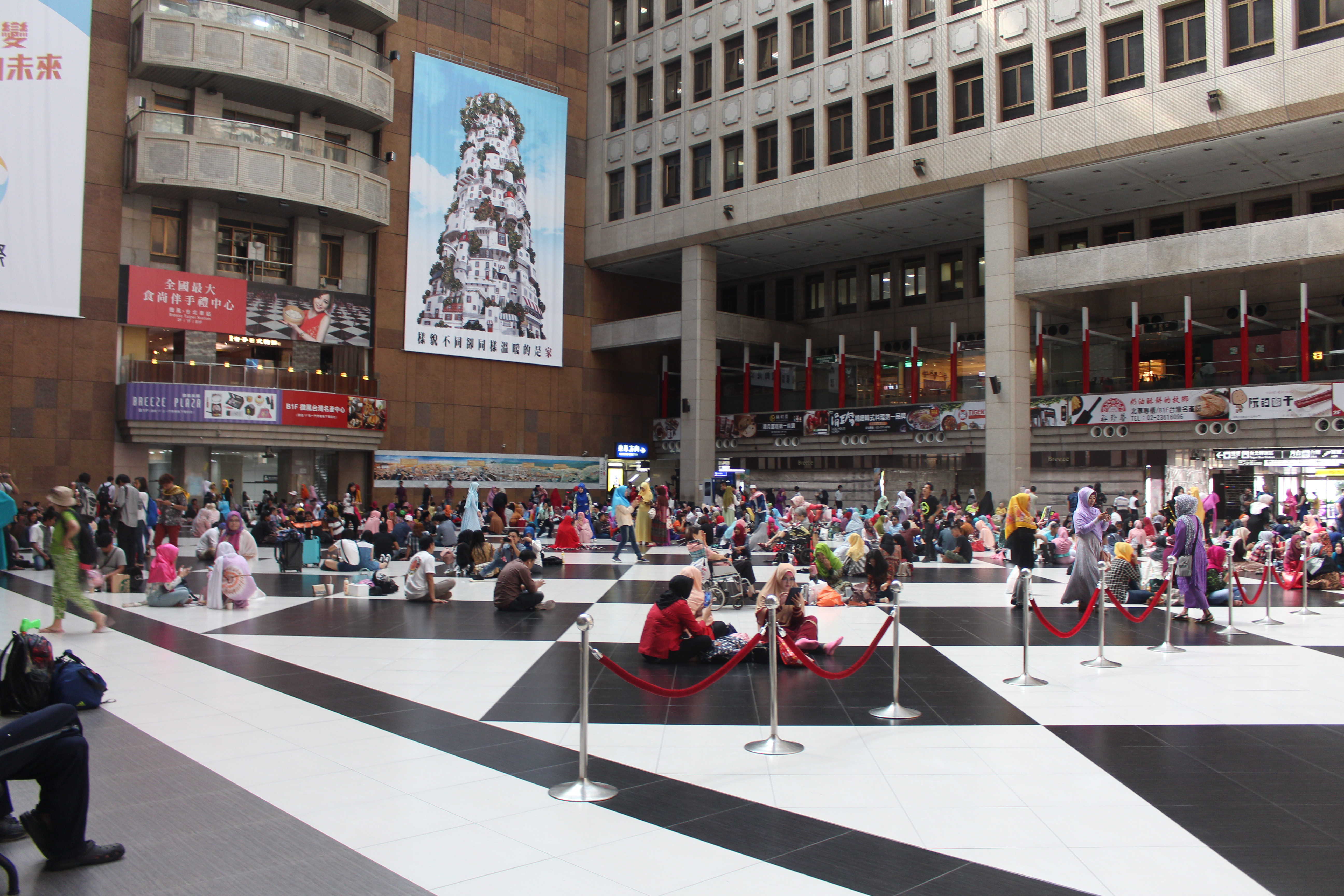
台北火車站中的開齋節集會

台灣的開齋節會禮與慶祝活動備受當地媒體之關注，報紙與電視定期會撥出活動專題。此現象也推動了台灣的其他伊斯蘭活動。
2001年12月的開齋節期間，時任臺北市市長馬英九在台北清真寺發表演講，感謝印尼工人對台灣的貢獻，並向他們致以節日的問候。他在那時頭戴卡拉庫爾帽向工人問好，並途中說了幾句印度尼西亚语。他舉例說，在台北的3.6萬外籍員工中有兩萬人是印尼人，他們為台北市的建設和家庭援助做出了巨大貢獻。他還表示，如果他們所有人都在同一天請假，台北市四分之一的地區都將癱瘓。
2013年8月，台北市政府在齋戒月結束後的開齋節間，開放了兩個主要場所（分別為台北火車站與大安森林公園）供穆斯林慶祝節日，他們多數為印尼藍領工人。時任臺北市市長郝龍斌發表演講，呼籲台灣人對外籍勞工多一些體貼，告訴這些工人幫助台北成為一個讓他們生活得更好的城市，因此台灣人應該要像對待家人一樣對待他們。
2014年12月3日，台北市政府外籍暨殘障勞工辦公室在中正紀念堂與二二八和平紀念公園舉行開齋節慶祝活動。該辦公室呼籲台灣人尊重不同宗教和習俗，並允許穆斯林慶助齋月的結束。
2017年6月，總統蔡英文向台灣穆斯林致以開齋節問候。與此同時，時任臺北市市長柯文哲來到台北車站，會見了許多慶祝節日的外籍穆斯林移工。市長向他們表示感謝，並承諾在台北增加清真餐廳的數量。
2019年6月，包括澎湖在內的台灣全島均慶祝開齋節。國立成功大學在其舊圖書館設立了臨時空間供人們進行開齋節會禮。
2020年，由於COVID-19在台灣的持續流行，台北清真寺及其周邊地區首次取消了開齋節慶祝活動。儘管如此，總統蔡英文仍向穆斯林社區轉達了問候，住院他們在享受與慶祝節日的過程中平安無事，同時也祝愿COVID-19疫情能夠盡快在包括穆斯林國家在內的世界內退散。在7月31日舉行的2020年古爾邦節上，人們在台北車站外的廣場上進行古爾邦節祈禱，活動共分成三個階段，藉以盡量減少某特定時段的朝拜人數。2021年，原定在台北車站舉行的開齋節慶祝活動也因COVID-19疫情而第二次取消。
2023年，開齋節慶祝活動在COVID-19的限制放寬後得以重新開始。此次活動在大安森林公園舉行，並且臺北市市長蔣萬安亦出席活動。該市長承諾將加強台北的包容性與可持續性。

### 創新
台灣方面開發了各種與伊斯蘭教有關的流動應用程式，如祈禱時間應用程式。

### 朝觐

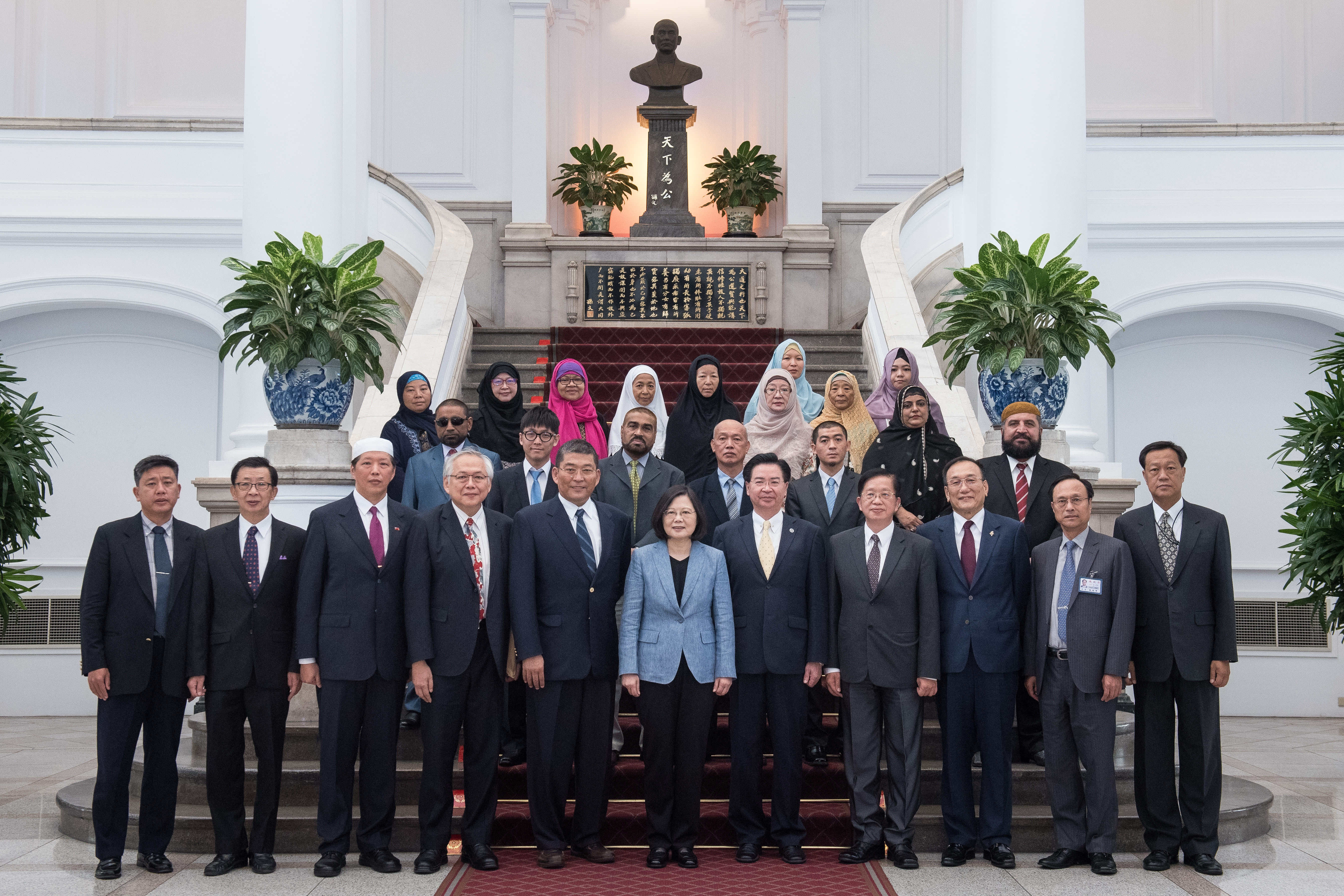
2017年總統蔡英文與參加2017年朝觐歸來的穆斯林之合影

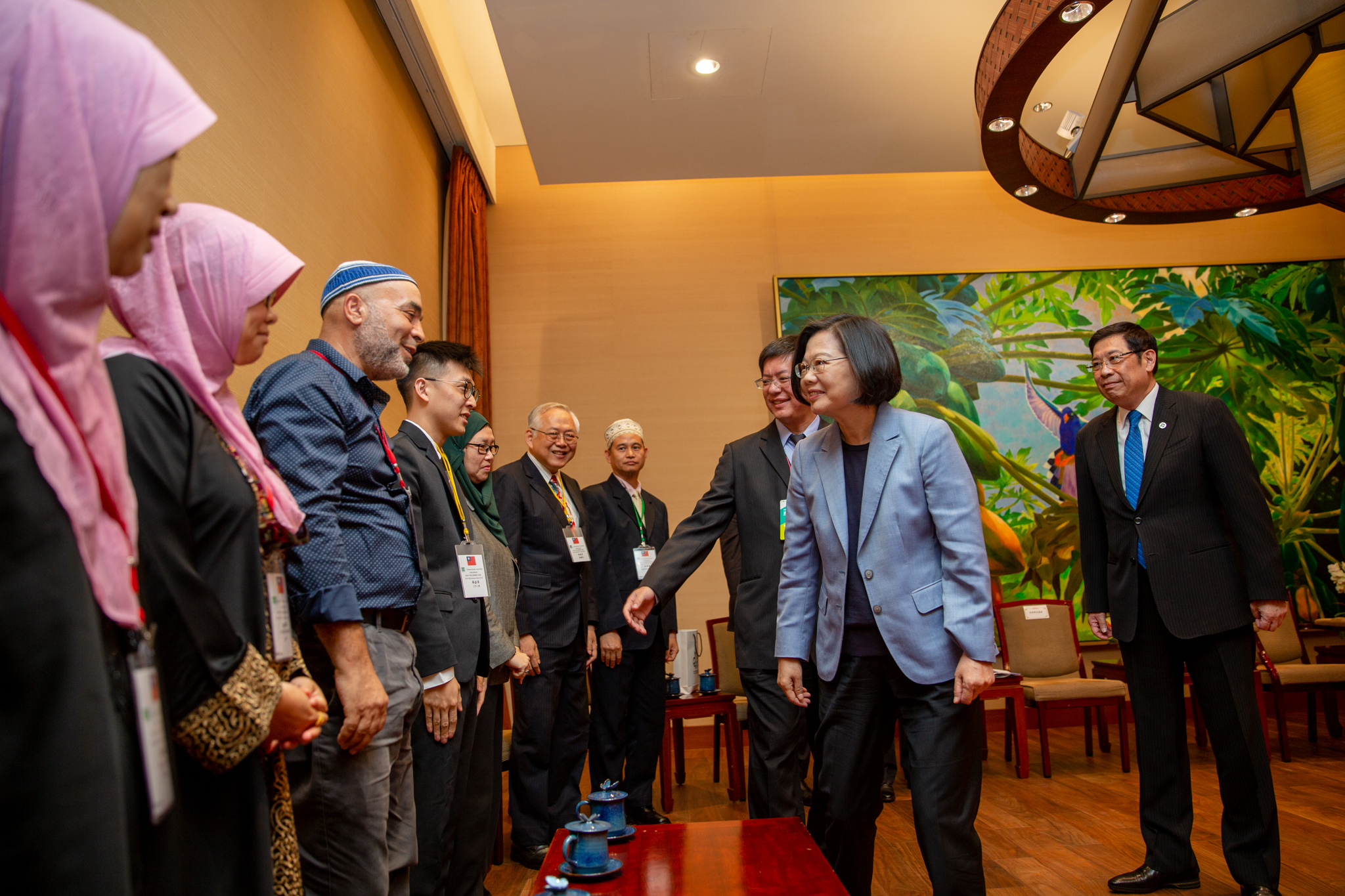
总统蔡英文与2019年台湾朝圣代表团之合影

1925年，中華民國首次派出朝覲代表團前去朝覲。在第二次國共內戰結束後，中華民國於1954年繼續派出朝覲代表團。台灣早年的朝覲代表團是由馬步芳帶領。如今，約有40%-50%的台灣穆斯林會在人生的某個階段前往阿烏地阿拉伯朝觐，但並非每個穆斯林都有能力得以履行之。
在2000年的朝觐期間，台灣在2000年2月21日派出22名穆斯林前去朝觐。不過在法赫德·本·阿卜杜勒-阿齊茲·阿勒沙特的邀請下，又有32人於同年3月10日啟程。
在2005年的朝觐期間，台灣派出由13名男性與14名女性組成的27人代表團進行朝觐，該代表團由中國回教協會會長達烏德·馬帶領，他表示代表團將優先考慮那些第一次踏上朝觐旅程的人。選拔在朝觐的前七個月就已完成。所有被選重的朝觐者都是先接受了有關儀式、沙烏地阿拉伯法律、阿拉伯生活方式與阿拉伯語的指導。他也承認26日的祭祀活动很难开展，因為現代的台灣年輕人都忙於工作之中。
2006年2月9日，總統陳水扁會見了同年1月剛從沙烏地阿拉伯朝觐完回台的穆斯林。他表示台灣需要一些伊斯蘭精神，如敬畏至高無上的真主、維護和平與正義、幫助弱者與窮人、促進社會穩定、知足常樂與努力工作，也敦促台灣穆斯林向其他同袍介紹伊斯蘭教義與精神，藉以加強台灣穆斯林社群與其他社群間的交流。他還表達了政府對於伊斯蘭教發展的關注，以促進宗教和諧，並補充道政府始終高度重視宗教發展，鼓勵台灣各宗教間相互溝通，促進相互包容與尊重，成為穩定、和平與繁榮的推動力。他強調台灣的任何少數民族宗教都會受到尊重，並享有法律的充分保護。
2007年1月23日，總統陳水扁再次會見剛在2006年12月朝觐完回台的穆斯林。總統祝賀朝觐者順利地完成旅程，並稱讚中國回教協會是台灣的重要資產，該協會成功地促進了台灣與穆斯林世界的頻繁接觸與交流，是台灣與這些國家溝通的窗口。他表示，伊斯蘭教是目前世界上發展的最快的宗教，對人類與文明有著重要的作用與貢獻。伊斯蘭教的核心價值觀為：真主只有一個，人們應該行善，人們應該愛自己的同袍與國民。他個人認為，台灣穆斯林必須強調伊斯蘭教強調愛與和平的原則，以便讓其他人了解伊斯蘭教的真正本質。他進一步補充說，近年來台灣在擴大與穆斯林世界的交往方面取得了重大進展，創造了多方共贏的局面，也引發台灣民眾對伊斯蘭教的更多興趣。雖然台灣穆斯林僅有六萬人左右，但這一群體使台灣變得更加多元，文化更加豐富。他向當地穆斯林保證，台灣穆斯林將永遠享有宗教自由，政府將密切注意穆斯林群體的任何需求。
2011年12月6日，時任副總統蕭萬長讚揚了在2011年11月完成2011年的朝覲之旅的台灣穆斯林，該代表團由中國回教協會前主席朱雲卿率領。蕭萬長在致辭中表示，伊斯蘭教是世界上最具影響力的宗教之一，其擁有17億左右的信徒，其主要原則為敬主、濟貧、行善、防惡、尊重與寬容。這些教義都對文明做出了不可磨滅的貢獻。根據蕭萬長的介紹，沙烏地阿拉伯國王费萨尔·本·阿卜杜勒-阿齐兹·阿勒沙特在1973年的石油危機期間，曾保證繼續對台灣供應石油，其還向台灣提供無息貸款，藉以幫助台灣完成20世紀70年代的十大建設。最後他說，伊斯蘭教關愛和平的精神是所有人的重要財富，台灣人不應忘記與穆斯林世界的深厚友誼。
在2012年的朝觐期間，中國回教協會的台灣顧問易卜拉欣·趙呼籲外國朝觐團在朝觐者抵達沙烏地阿拉伯之前，對他們進行朝觐事宜的教育，因為有三分之一的朝觐者不習慣沙烏地阿拉伯的現代化設施。趙還敦促全世界穆斯林團結起來。他率領了共33人的台灣朝觐代表團。
時任總統馬英九在總統府為2013年朝觐團放行前表示，伊斯蘭教雖然是少數宗教，卻豐富了台灣的多元文化。馬英九還說伊斯蘭教是世界上最有影響力的宗教之一，它崇尚的是和平與正義、扶貧濟困、愛民愛物。
駐紮吉達的臺北經濟文化代表處在2017年7月27日暫停運作後，台灣派遣駐紮利雅德的駐沙烏地阿拉伯王國臺北經濟文化代表處人員前去協助台灣朝覲者。總統蔡英文在接見返台的朝覲者並祝賀他們時表示，穆斯林社區是台灣的重要合作夥伴，也是其新南向政策的一部分。她表示其希望建立一個對穆斯林更加有好的台灣。
2018年的台灣朝觐者共有37人。總統蔡英文在接見返台的朝觐者時對他們說，為了雙方的互利互惠，希望他們與穆斯林世界建立更緊密的聯繫。蔡總統以阿拉伯語向他們表示歡迎，並稱讚伊斯蘭教是世界上最有影響力的宗教之一，並強調其和平、正義與幫助窮人的義務。2019年9月，總統蔡英文在接見台灣朝觐代表團中的中國回教協會代表時表示，政府將繼續努力為穆斯林營造一個友善的環境，並強調促進對新南向政策國家文化與習俗的了解對於擴大雙邊關係至關重要。

### 皈依情況
一些台湾人之所以會皈依伊斯蘭教是因為這是他們與穆斯林結婚的條件。還有一些人報告說他們是透過接觸穆斯林領袖和閱讀一般書籍而被伊斯蘭教所吸引。中國回教協會和中國回教青年會都會對那些對宗教好奇的人提供宣傳資料，這些組織也歡迎那些對伊斯蘭教產生信仰好奇的人加入。
台灣的伊斯蘭教皈依率相對較低，因為大多數台灣穆斯林不會其他宗教的信徒一樣積極宣揚自己的宗教。台灣穆斯林人數的增長主要來自自然人口增長。台北清真寺每年有大約一百人皈依，台北文化清真寺每年則有大約五十人皈依。

### 穆斯林公墓

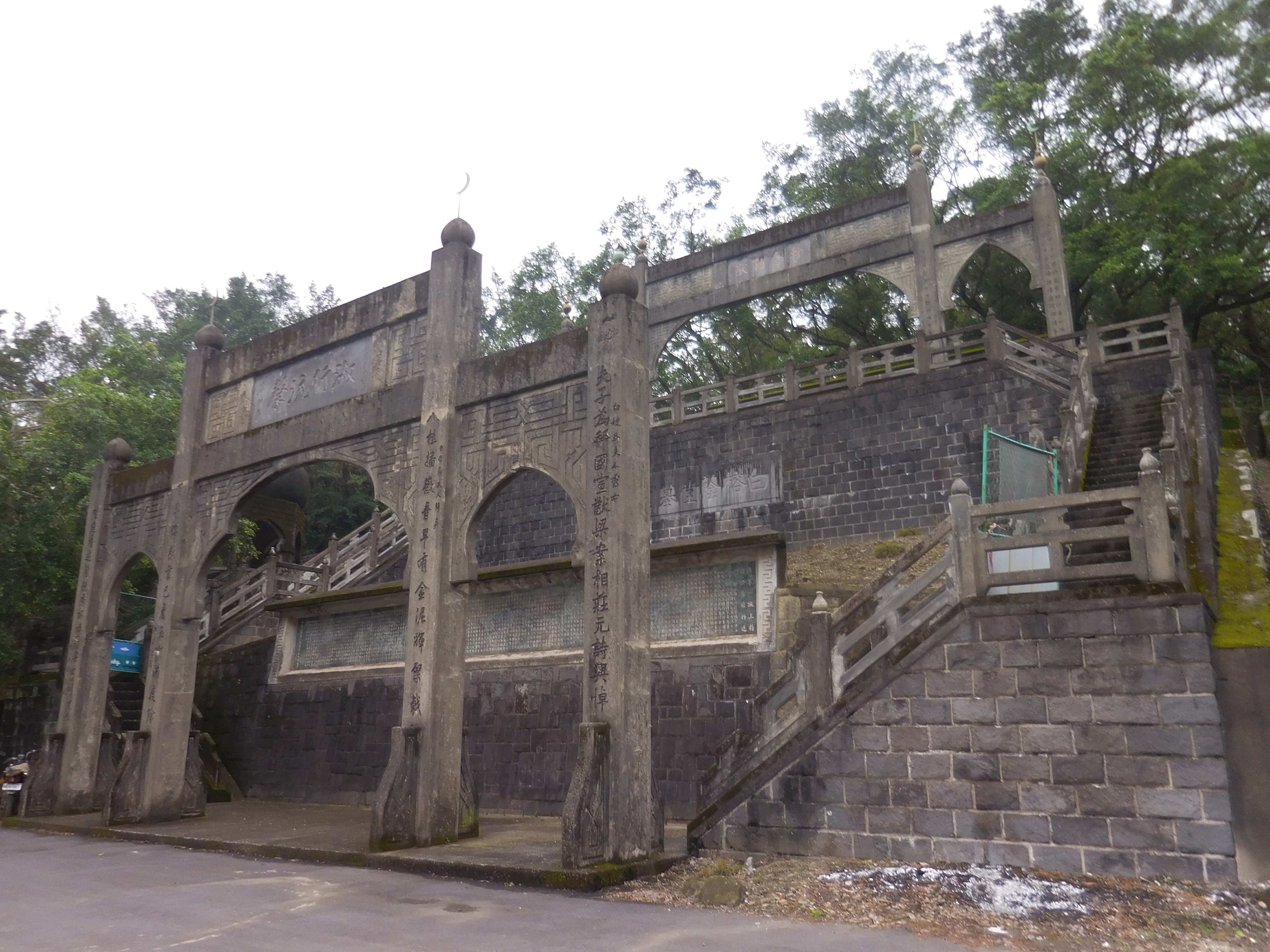
台北市信義區的白崇禧的伊斯蘭風格墳墓

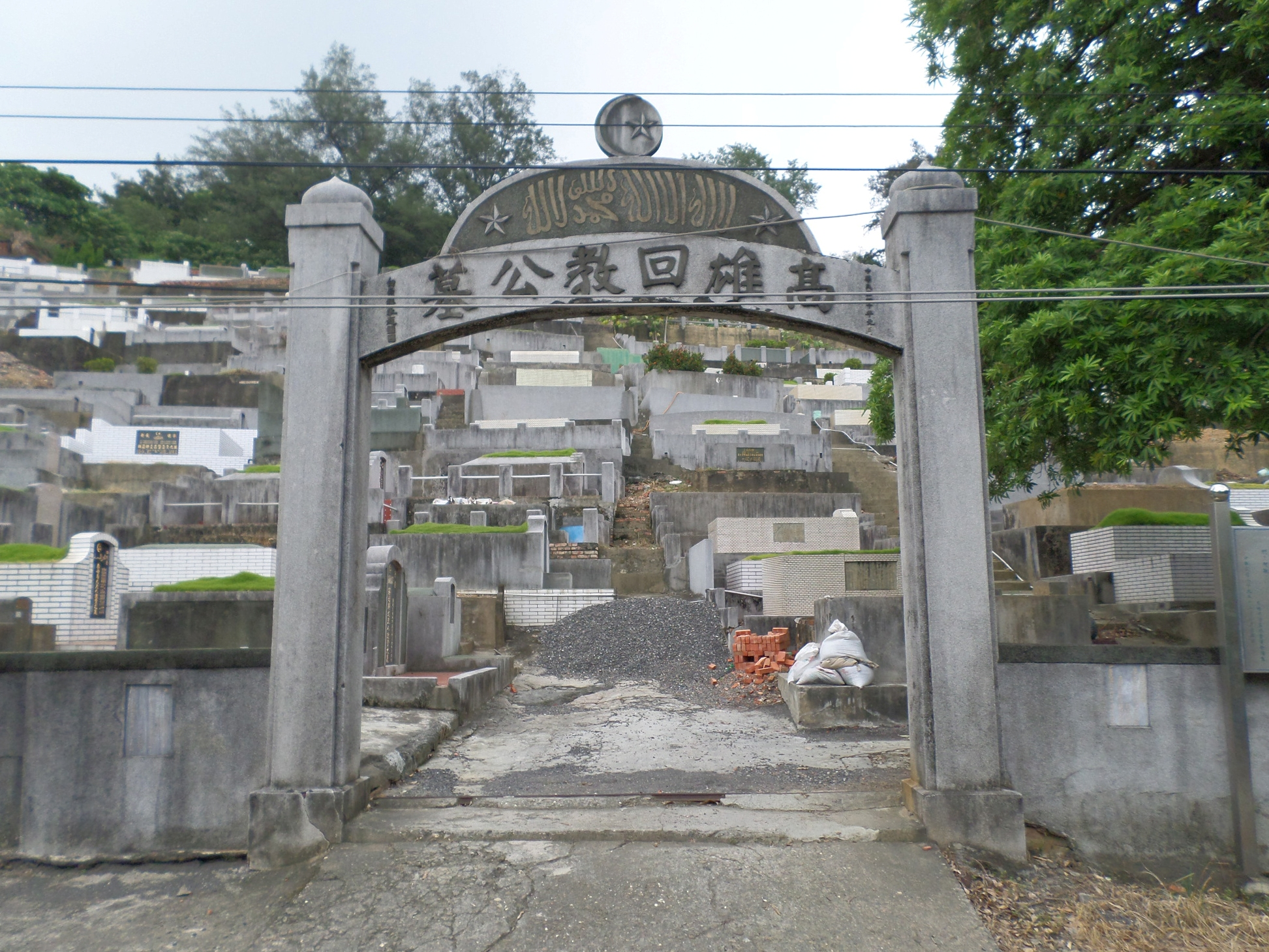
高雄市三民區的前高雄回教公墓

根據伊斯蘭教法，穆斯林需要在死後最晚72小時內下葬。而當前的挑戰為，一般的台灣人葬禮通常在人死後數周或者數月才會舉行。穆斯林不會採用火葬，而是土葬。如果他們在72小時內無法到達陸地則會允許用海葬。2006年，時任中國回教協會會長在沙烏地阿拉伯吉達與世界穆斯林青年大會進行一次討論，探討是否可能為台北的穆斯林提供資金幫助，因為當地的土地非常昂貴。

#### 台北
2013年3月7日，時任台北市市長郝龍斌在位於台北市信義區六張犁的回教公墓，即已故國民黨將軍白崇禧墓所在之地發表講話，說白崇禧墓將成為台北市穆斯林文化區與台灣歷史公園之基礎。這番話是在白崇禧誕辰120周年時說的。該墓建立於20世紀60年代，在2012年被台北市政府指定為歷史古蹟。其墓地也被称为「白榕堂墓地」，其陵墓結合了清真寺穹顶、尖塔、祈祷塔，以及咒治家與其他歷史人物的題詞等元素在內。
該墓地同時為台灣最大的穆斯林墓地，大約有兩千位穆斯林埋葬於此。該墓地另有著堯樂博斯·汗的陵墓。

#### 高雄
高雄曾經有座回教公墓，稱為高雄回教公墓，位於覆鼎金公墓之內。
2017年10月，杉林區新建一穆斯林公墓，稱之為歸真園區，其在2018年4月2日竣工。原高雄回教公墓的墳墓也隨著遷至新墓地，並在2018年3月28日完成。此次搬遷行動最初受到中國回教協會的反對，稱搬遷計劃不符合穆斯林的原則。在與當地穆斯林舉行兩次公開聽證會後，該協會才接受了這個計劃。隨後高雄市政府掘出舊墓的遺骸並遷至新墓，並派遣代表團到馬來西亞了解穆斯林墓地的搬遷情況。新墓地占地1840平方米，耗費約6000萬新台幣。

#### 台南
台南目前也計劃要為穆斯林建立穆斯林墓地。

### 穆斯林旅遊業

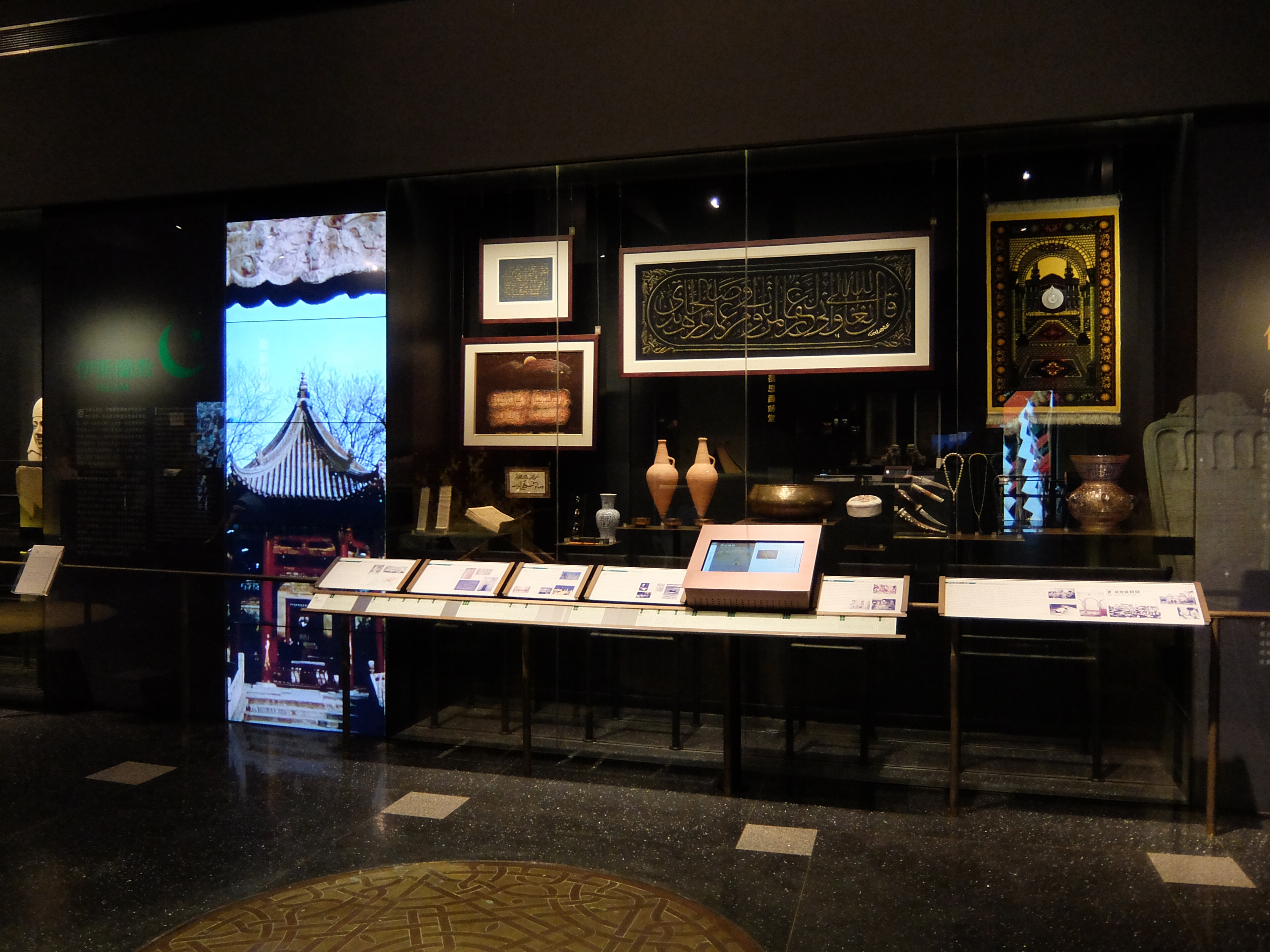
新北市世界宗教博物館的伊斯蘭教展區

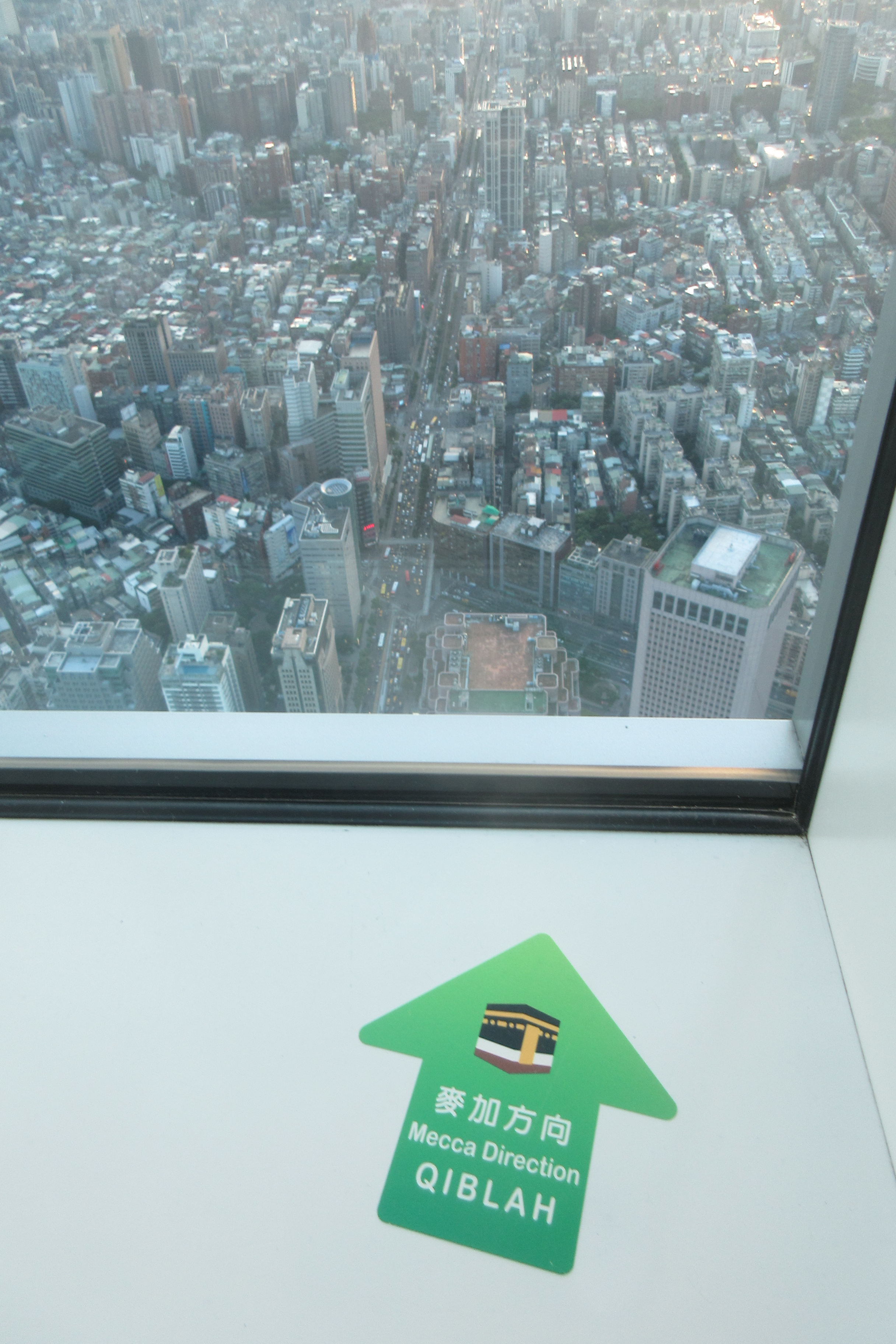
台北101觀景台的麥加方向標誌

自2011年以來，台灣一直在努力抓住日益增長的穆斯林旅遊市場，例如提供日漸增長的穆斯林友好餐廳與酒店，包括指向克爾白朝拜方向的標誌等設施，以及拍攝相關宣傳片。來台穆斯林遊客大多來自大陸西北與東南亞，特別是馬來西亞、印尼、新加坡與汶萊。根據交通部觀光署報告稱，2015年共有20萬來自穆斯林占多數的國家之旅客來台觀光。2016年，台灣將中東六國納入電子簽證計劃，藉以促進更多穆斯林國家旅客到來。
2012年，台灣觀光協會吉隆坡辦事處免費發放了兩萬份《穆斯林台灣旅遊指南》，其中列出了台灣島內所有清真寺和清真餐廳，以及穆斯林友好型旅遊景點和住宿設施。吉隆坡辦事處主任吳東尼說，台灣有一百多家清真餐廳，吉隆坡办事处计划漿每年到台觀光的馬來西亞遊客人數從35萬提高到40萬。2014年9月，台灣在馬來西亞舉辦的MATTA展覽會期間參與推廣其51家穆斯林友好餐廳與酒店以及13個設有穆薩拉的景區，藉以吸引馬來西亞遊客。
2015年，台灣因其安全的旅遊環境、機場服務以及穆斯林遊客的需求意識及外聯能力，在全球穆斯林旅遊指數中被評為穆斯林十大非穆斯林旅遊目的地。2019年，台灣被列為非伊斯蘭合作組織國家中的第三大穆斯林友好目的地。2021年，台灣與英國並列第二名。在2022年的「清真旅遊獎」中，台灣被評為非國際奧委會國家中的「年度包容性目的地」。
西門町、台北101與大稻埕為最受穆斯林遊客歡迎的三大旅遊景點，伊斯蘭教在新北市永和區世界宗教博物館的藏品中占有重要地位。台北101的89樓觀景台上則設有麥加方向的地面標誌。

### 伊斯蘭文物
2023年，國立臺灣圖書館的台灣圖書醫院修復了有五百年歷史的《古蘭經》遺物，該遺物為2021年由一位土耳其志工送到慈濟基金會。

### 穆斯林相關事件

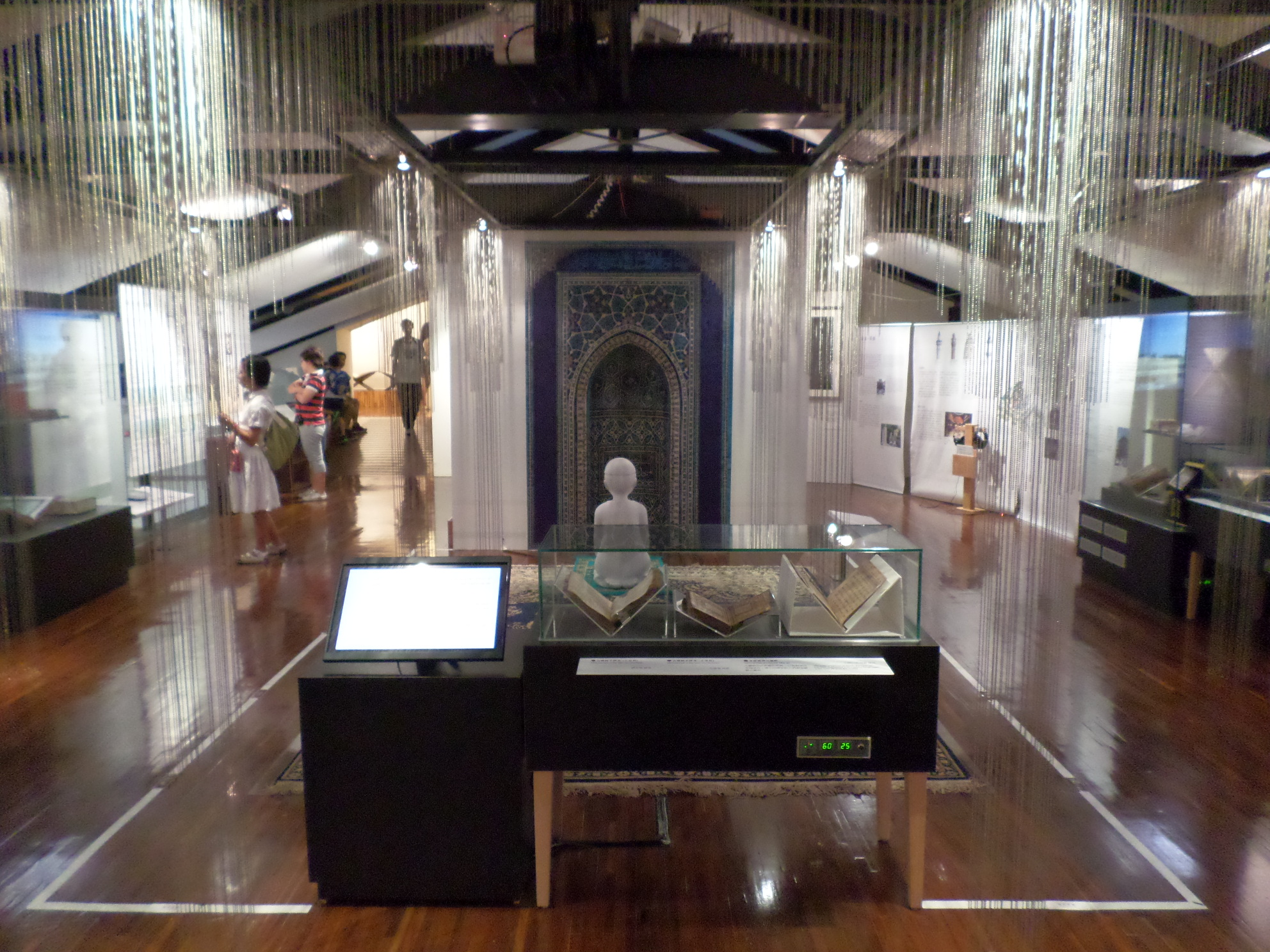
國立臺灣博物館的伊斯蘭文化與生活特展

2001年，世界穆斯林青年大會與中國回教協會合作舉辦了穆斯林青年夏令營，讓穆斯林兄弟相互了解，讓穆斯林青年在非穆斯林社會中更多地了解伊斯蘭教。
2004年，在台北舉行了伊斯蘭國際研討會，穆斯林學者就宗教、經濟、政治與文化等伊斯蘭教問題發表論文。研討會還為當地穆斯林提供瞭解世界各地這些重要問題的機會。
2013年8月，新北市舉辦了「伊斯蘭文化周」活動，藉以增進居民對伊斯蘭教的了解。該節日在新北市政府舉行，其展示了伊斯蘭教手工藝品、美食和其他文化元素。新北市本身就有大約三萬穆斯林，是台灣睦鄰人口最多的城市之一。中國回教協會秘書長補充道，台灣可以從了解伊斯蘭教中獲益良多，例如，這將使台灣更容易與與日增長的穆斯林國家開展進出口貿易，並吸引更多來自各個伊斯蘭國家的遊客。
2014年1月到9月期間，國立臺灣博物館舉辦了一場名為「伊斯蘭文化與生活特展」之展覽，展示了伊斯蘭世界的文化與宗教物品。其展覽了共兩百多件展品，包括《古蘭經》文稿、伊斯蘭服飾、帽子、贊珠、祈禱墊、香爐、掛毯等等，由該博物館和台灣伊斯蘭研究協會與國立政治大學聯合舉辦。時任國立政治大學校長吳思華表示，此次展覽將有助於台灣民眾更好的了解伊斯蘭文化，促進雙方的進一步交流。在舉辦主展的同時，主辦方還舉辦了清真食品展、穆斯林音樂會、伊斯蘭書法等展示，及台北清真寺參觀的附加活動。
2015年4月13日和14日，為期兩天的國際研討會在台北舉行，探討穆斯林少數民族面臨的當代挑戰。此次活動由穆斯林世界聯盟、中華民國外交部與一些非政府組織舉辦，來自二十多個國家或地區的語彙者參加了此活動。外交部長林永樂在開幕式上表示，此次研討會代表了世界穆斯林社會對政府促進宗教平等的信心。林永樂還補充說，台灣為伊拉克與敘利亞部分地區的衝突提供了超過了825萬美元的援助，包括對難民提供的350個預製住房。
2015年12月，東南亞與太平洋地區伊斯蘭教道協理事會第16屆大會在台北舉行，這是首次在台灣舉行的大會。來自相關地區的23個國家或地區的八十位宗教領袖與學者皆出席此次大會。
2017年，伊斯蘭文化博覽會在台北市大安區大安森林公園中舉行，該活動由中國回教協會與台北市政府新聞與旅遊局舉辦。該活動設有六十個攤位，藉以宣傳台灣穆斯林文化。此次活動正值中國回教協會成立八十周年。
2017年3月29日，臺南市政府觀光局在台南市中西區舉辦一場關於提供穆斯林友好住宿的研討會，目的為鼓勵當地酒店在其經營場所提供穆斯林友好設施與清真認證飲食，從而將台南打造成穆斯林友好城市，吸引更多穆斯林遊客。
國立成功大學在2018年6月6日與7日的南部校區，舉辦2018年成大世界伊斯蘭校園高峰會。來自學術界、文學界、藝術界與商界的專家在峰會上分享了他們在解決伊斯蘭教相關問題方面的經驗，以及如何為台灣穆斯林創造更好的環境。臺南市代理市長李孟諺也出席了此次峰會。李孟諺在發言中表示，台南市政府的目標是使台南成為穆斯林友好城市。
2019年台北食品展於6月19日到22日，於台北市南港區台北南港展覽館舉行，期間清真台灣展覽參加了展覽，展示了各種符合伊斯蘭教法的食品、飲料及保健產品。
2019年12月28日與29日，在台北市大安區大安森林公園舉辦了名為「伊斯蘭文化與清真美食節」的露天節日。約有七十家商販向公眾提供各種伊斯蘭食品、手工藝品與文化體驗。此次活動由中國回教協會與台北市政府共同舉辦。
2021年4月9日到18日，一場名為「伊斯蘭文化展」的活動，舉行於國立國父紀念館文华廊和文化长廊。展覽內容包括阿拉伯書法、伊斯蘭文物、伊斯蘭建築與伊斯蘭教在台灣的發展。

### 零售業
時尚零售商優衣庫從2016年夏季開始就在其臺灣門店販售頭巾，出售穆斯林時尚服飾的其他商店也越來越多。

### 社會挑戰

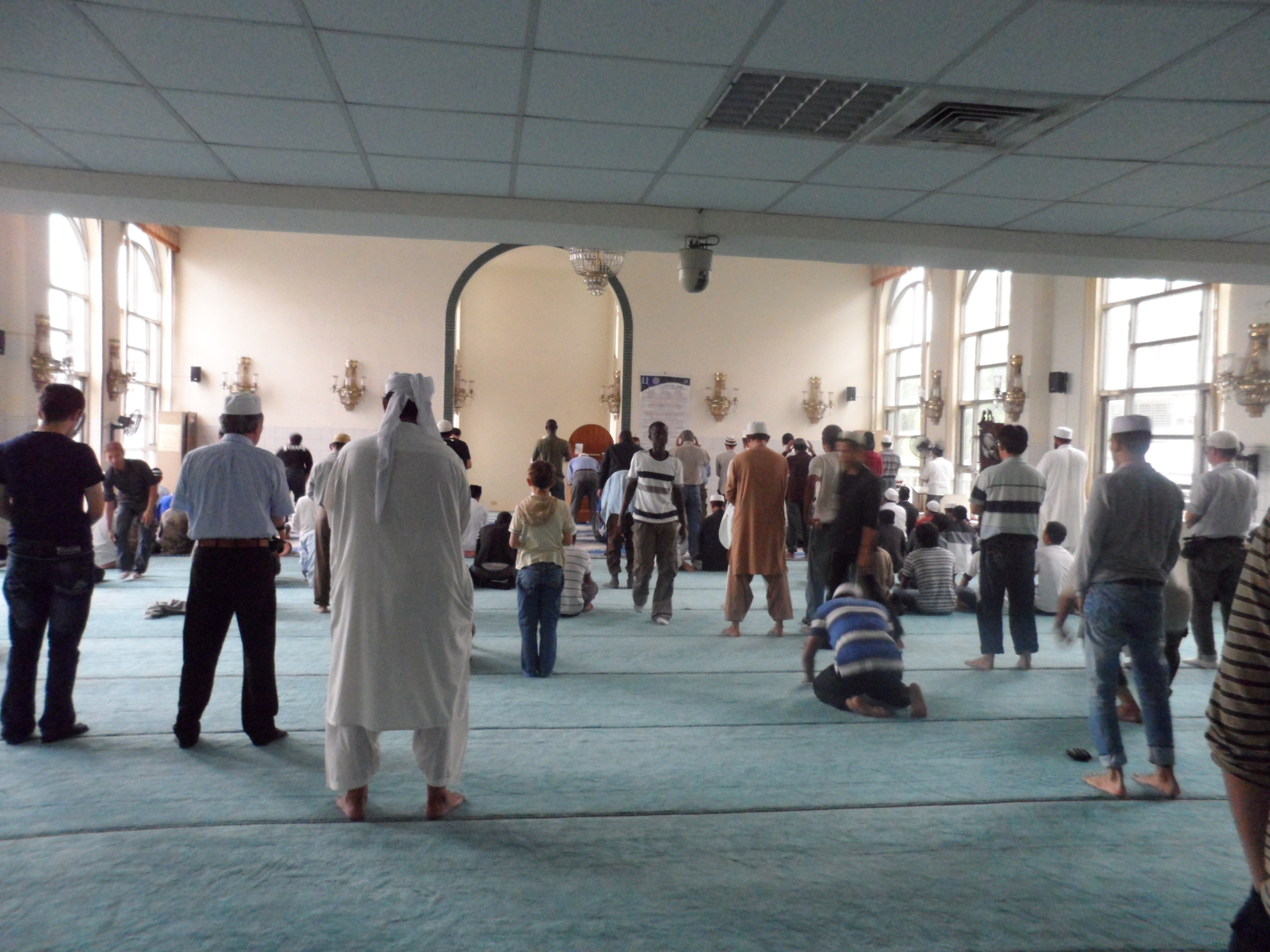
高雄清真寺中的主麻日

儘管台灣是一個宗教自由與高度寬容的社會，但台灣民眾普遍認為伊斯蘭教與大陸傳統文化格格不入。一般來說，台灣人對伊斯蘭教沒有負面看法；此外，台灣穆斯林享有完全的自由。
在台灣快節奏的工作與生活環境中，践行伊斯兰教五功，尤其是禮拜是相當困難的。由於台灣的周末假期為禮拜六與禮拜日，許多穆斯林無法參加清真寺的主麻日。是以這意味著許多穆斯林將錯過伊瑪目、長老與國際學者在主麻日上聆聽呼圖白的教誨。許多年輕一代也更願意待在卡拉OK、酒吧、夜總會、咖啡館等場所打發有限的時間，因為他們缺乏興趣，而且認為在中國文化中，成功是由財富與地位來決定，宗教在其中幾乎沒有任何好處。
由於台灣的清真餐廳與清真飲食不多，因此穆斯林嚴格遵守伊斯蘭教飲食是另外一個問題。不過隨著在台灣工作的印尼穆斯林人數不斷增加，台灣各地出現了更多的印尼清真餐館。在國軍服役的穆斯林通常會得到單獨的餐具與魚類，並且自己烹饪。
台灣學校的競爭較為激烈，以致家長很難說服自己的孩子在課外時間學習阿拉伯語或《古蘭經》。
由於台灣穆斯林人數極少，導致偏遠地區的穆斯林只能與不熟悉伊斯蘭宗教與文化的非穆斯林或皈依者結婚。年長的台灣穆斯林為此擔心有一天台灣的伊斯蘭教會成為歷史，走上彰化鹿港的老路。
2016年10月2日，時任台北市長柯文哲稱，由於台北清真寺人滿為患的問題持續存在，台北市政府應該撥出預算，在台北捷運站附近興建更大的清真寺。
2021年8月，在批踢踢公告欄系統中，網友使用了錯譯的伊斯蘭術語，嘲諷副總統賴清德與泛綠聯盟。中國回教協會在聲明中對此事表達譴責。

## 伊斯蘭教相關組織

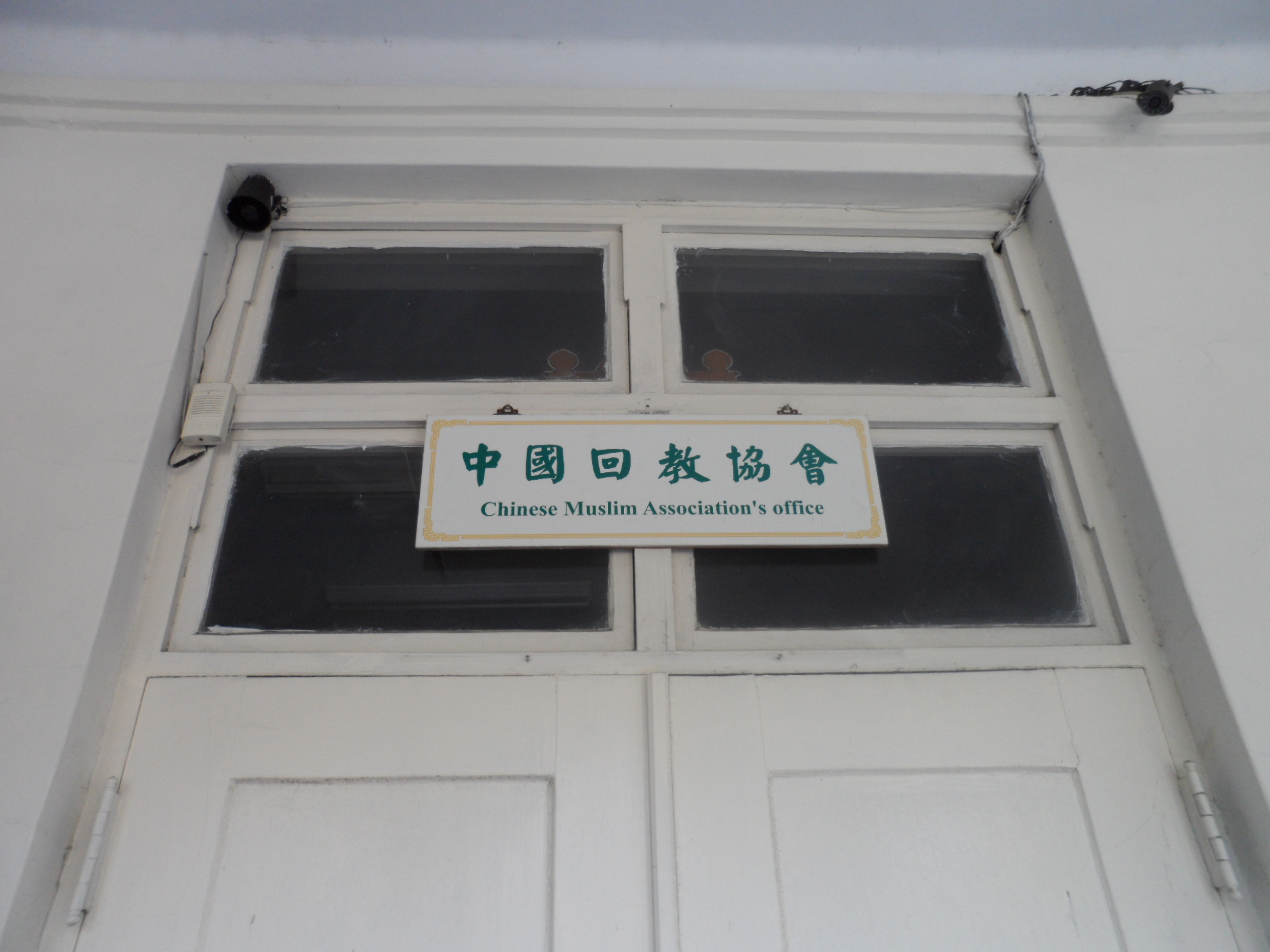
台北清真寺中的中國回教協會辦公室

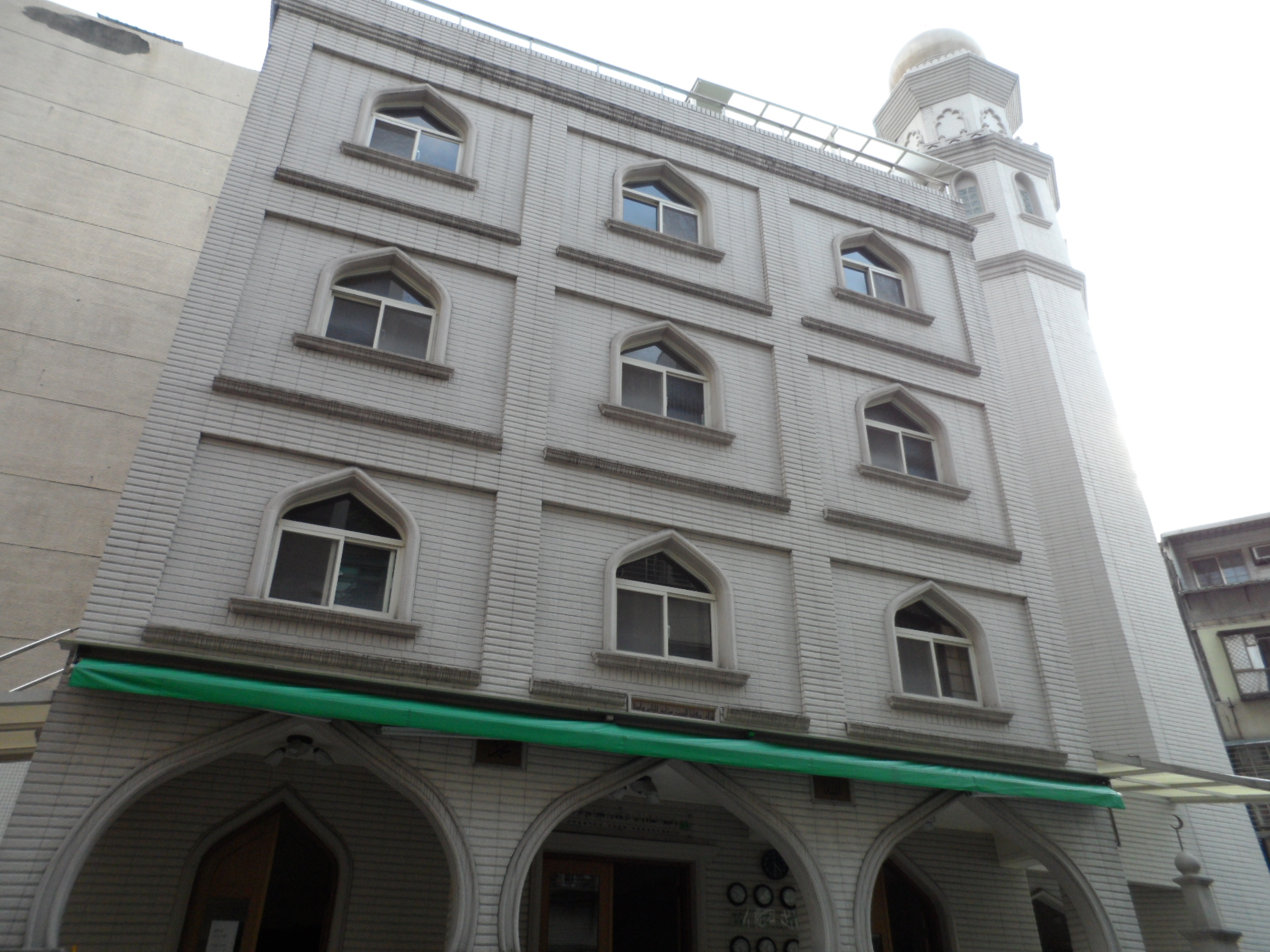
台北文化清真寺為中國回教青年會與台灣清真產業品質保證推廣協會的辦公處

### 中國回教協會
中國回教協會為成立於1938年的中國大陸的大陸穆斯林組織，目前負責管理台北清真寺。白崇禧為協會的首任主席。

### 台灣伊斯蘭團結協會
台灣伊斯蘭團結協會為總部設立於新竹市東區，由內政部於2020年8月8日宣布成立的穆斯林組織。他在新竹市與台灣其他地區運營新竹伊斯蘭中心，為成人與兒童提供伊斯蘭教育。

### 台灣伊斯蘭協會
台灣伊斯蘭協會為成立於2016年1月10日，總部設在花蓮縣花蓮市的台灣穆斯林組織。

### 中國回教青年會
中國回教青年會為成立於20世紀30年代初的大陸穆斯林組織，負責管理台北文化清真寺。目前其與中國回教協會作為敵對團體競爭。

### 中國回教文化教育基金會
中國回教文化教育基金會為台灣本土第一個伊斯蘭教育文化基金會，由常子萱、常子春兄弟於1976年創立。總部位於台北清真寺中。

### 台灣輔導穆斯林協會
台灣輔導穆斯林協會為成立於2016年4月24日的穆斯林組織。其總部設立於大園清真寺中。

### 台灣清真產業品質保證推廣協會
台灣清真產業品質保證推廣協會為2011年5月7日成立於台北的機構，負責為台灣食品頒發清真認證。其總部設立於台北文化清真寺中。

### 台灣印尼穆斯林之家
台灣印尼穆斯林之家為領導所有台灣印尼穆斯林社團的伞式组织。其在2007年12月2日成立於台北文化清真寺中。其下屬協會下属包括MTYT台北、FOSMIT中坜、IMIT台中、Kitas Taya台中、Imdat、MTYCIT嘉义、FKKBWIT台南、IWAMIT高雄、MTNIH花莲、PPIH花莲和 FORMMIT。

### 伊斯蘭教士聯合會
伊斯蘭教士聯合會台灣總分部成立於2007年。其在彰化、東港、斗六、馬公、台中、台北設有地方分部。2013年，名為法塔雅伊斯蘭教士聯合會的女子青年聯盟成立。

## 大學穆斯林學生社團

### 中華大學
位於新竹市的中華大學有一個名為伊斯蘭與文化協會的穆斯林學生社團。該協會成立於2010年1月6日，旨在聚集中華大學內的所有穆斯林學生，向校園與台灣朋友介紹伊斯蘭教與伊斯蘭文化。該社團也是向台灣朋友介紹其成員家鄉文化的場所。

### 國立成功大學
位於台南市的國立成功大學有一個名為國際穆斯林學生協會的穆斯林學生社團。其成立於2012年11月15日，旨在提供有關伊斯蘭教與穆斯林日常生活的訊息。

### 國立陽明交通大學
位於新竹市的國立陽明交通大學有一個名為新竹穆斯林學生社團的穆斯林學生社團。該社團成立的目的為讓來自不同文化背景的穆斯林學生聚在一起，分享他們的想法，開展各種活動，並歡迎新成員的加入。他們每周都會向人們傳授阿拉伯語與伊斯蘭教知識。

### 國立中山大學
位於高雄市的國立中山大學有一個名為穆斯林學生協會的穆斯林學生社團，其成立於2017年，旨在讓來自不同文化背景的穆斯林學生共同舉行禮拜、伊斯蘭議程、交流思想與社交活動。

### 國立臺灣科技大學
位於台北市的國立臺灣科技大學有一個名為國際穆斯林學生協會的穆斯林學生社團。鑑於該校為台灣穆斯林人數最多的大學之一，日益壯大的穆斯林學生們認為他們需要一個能夠為穆斯林學生提供基本伊斯蘭教和社交互動的社團。學校方面於2012年5月5日進行審核，並在2012年5月22日成立該社團。
事實上在該社團成立之前，該校的穆斯林學生就已在2011年11月舉辦了名為「國際穆斯林文化展」之伊斯蘭教相關活動，內容包含伊斯蘭科技、伊斯蘭食品與飲料、穆斯林年度活動、台灣穆斯林歷史、伊斯蘭教中的女性以及穆斯林日常生活。該活動的目的為介紹穆斯林的獨特文化，增進不同文化間的了解，創造和平與和諧。之後該社團每年都會舉般相關活動。

### 元智大學
位於桃園市中壢區的元智大學有一個名為元智大学穆斯林学生协会的穆斯林學生社團。該協會於2014年5月與2015年5月舉行了名為「伊斯蘭文化與展覽」的活動。

## 清真寺與祈禱室

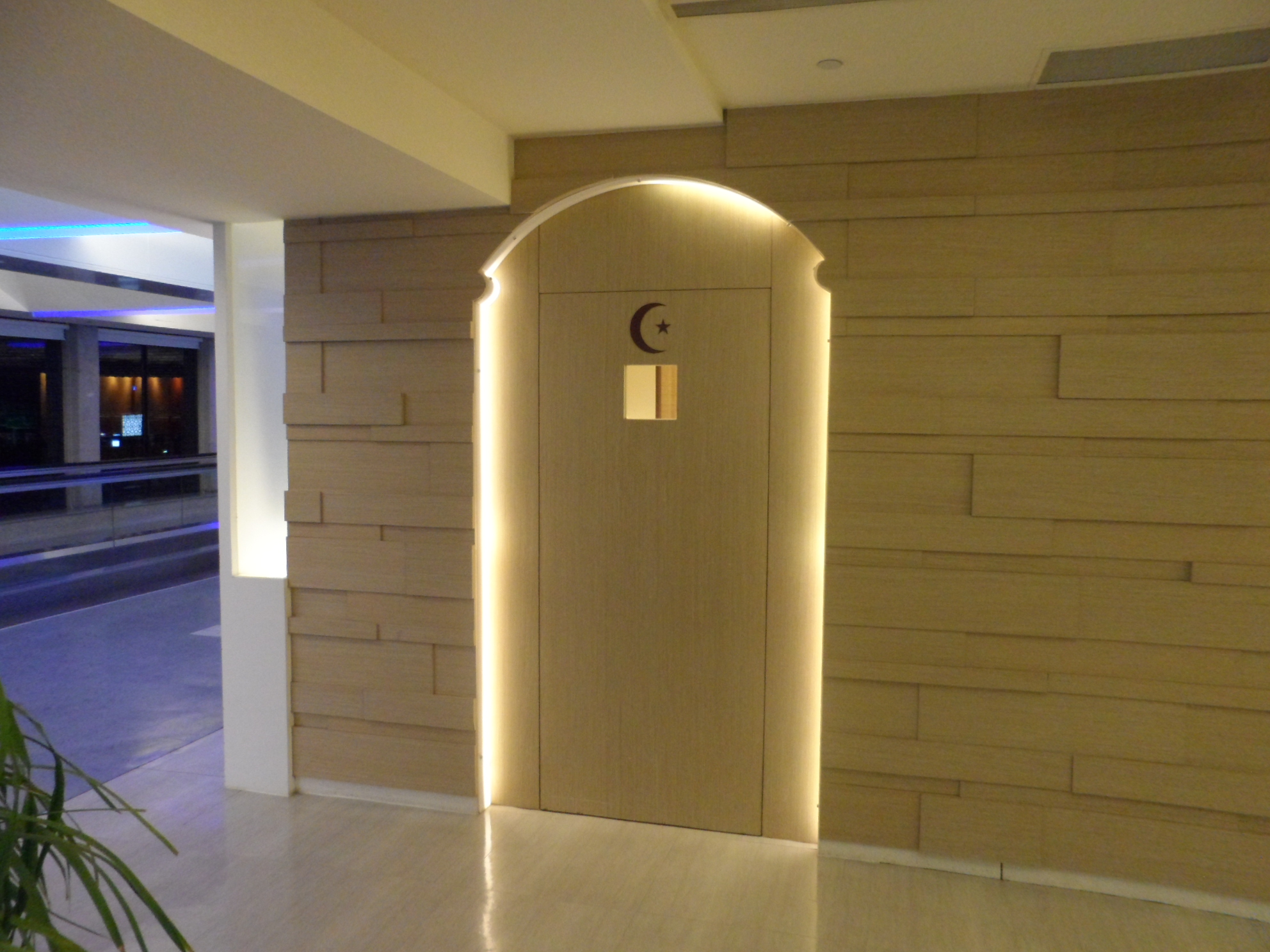
桃園國際機場第一航廈轉機站中的穆斯林祈禱室

截止至2018年，台灣共有11座清真寺。目前台北市政府計劃與土耳其政府合作在台北興建第三座清真寺。以下將根據其落成時間排序：
- 台北市大安區：台北清真寺，1958年興建，1960年完成。
- 高雄市苓雅區：高雄清真寺，1949年興建，1992年重建。
- 台北市中正區：台北文化清真寺，1950年興建，1983年重建。
- 台中市南屯區：台中清真寺，1951年興建，1990年重建，2020年整修完成。
- 桃園市中壢區：龍岡清真寺，1964年興建，1989年重建。
- 台南市東區：台南清真寺，1996年興建。
- 桃園市大園區：大園清真寺，2013年興建，主要供印尼移工使用。
- 宜蘭縣蘇澳鎮：巴特爾穆斯林清真寺，2014年興建，主要供印尼移工使用。
- 屏東縣東港鎮：東港清真寺，2018年興建，主要供印尼移工使用。
- 花蓮縣花蓮市：花蓮清真寺，2018年興建，主要供印尼移工使用。

除了清真寺外，台灣還設有幾處專門的小型穆斯林祈禱室，比如：

### 公共運輸設施
- 桃園市大園區：桃園國際機場，位於第一航廈與第二航廈之間的轉機站中
- 台北市中正區：臺北車站，位於車站東北角地下一樓，靠近淡水信義線的入口處[186][187][188]
- 台中市烏日區：高鐵台中站[188][189][190]
- 嘉義縣阿里山鄉：阿里山車站[191]
- 台中市清水區：福爾摩沙高速公路的清水服務站[192][193]

### 大學
- 新竹市香山區：中華大學，位於G212教室[174]
- 高雄市三民區：高雄醫學大學[194][195]
- 台南市東區：國立成功大學，位於成大勝利校區第6宿舍中[196][197][198]
- 新竹市東區：國立陽明交通大學，位于13号学生宿舍的地下一樓
- 金門縣金寧鄉：國立金門大學[199]

### 旅遊景點
- 嘉義縣東部：阿里山國家風景區，位於遊客中心中[191][200]
- 台北市中正區：中正紀念堂[201][202]
- 台北市信義區：台北探索館[201]
- 新竹縣關西鎮：六福村主題遊樂園[203]
- 台北市士林區：國立故宮博物院[201]
- 宜蘭縣冬山鄉：香格里拉休閒農場（英语：Shangri-La Leisure Farm）[204]
- 嘉義縣太保市：國立故宮博物院南部院區[205]
- 台北市信義區：台北101，位於五樓[138][160][206]
- 台北市士林區：臺北市立兒童新樂園[201]
- 宜蘭縣頭城鎮：頭城農場（英语：Toucheng Leisure Farm）[207]
- 桃園市龍潭區：小人國主題樂園[203]

### 食品認證
以台北清真寺餐廳為名的認證是由台北清真寺基金會頒發的食品認證。

### 其他
- 桃園市龜山區：林口長庚紀念醫院[209][210][211]
- 花蓮縣花蓮市：花蓮慈濟醫院[22]
- 台北市信義區：臺北市市政大樓[212][213][214]
- 台北市信義區：臺北醫學大學附設醫院[193]
- 台北市南港區：台北南港展覽館[215][216]

### COVID-19疫情期間
2021年5月15日，由於當時的COVID-19的病例激增，台灣清真寺所有宗教活動於5月15日起暫停至6月8日。

## 知名穆斯林
- 白崇禧：回族國民黨陸軍上將，中國回教協會創立者
- 白先勇：白崇禧之子
- 劉文雄：親民黨議員[218]
- 馬步青
- 馬呈祥
- 馬慶江（英语：Ma Ching-chiang）
- 堯樂博斯·汗
- 劉柏君：臺灣首位職業棒球女性裁判員，電視劇《通靈少女》主角原型人物

## 另見
- 香港伊斯蘭教
- 澳門伊斯蘭教
- 四川伊斯蘭教
- 藏回
- 馬家軍
- 臺灣宗教
- 維吾爾族

### 引用
1. ↑  王蒂鷹. . 喀報. 2013-03-24  [2016-07-25]. （原始内容存档于2017-01-07） （中文（臺灣））.
2. ↑  Bureau of Democracy, Human Rights, and Labor. . U.S. Department of State. 14 September 2007  [11 June 2018]. （原始内容存档于2020-06-25）.
3. ↑  YouTube上的Taiwan Tourism Bureau & Taiwan Visitors Association. "Traveling in Taiwan for Muslim"
4. 1 2 3  . Taiwan Today. 19 September 2019  [23 July 2021]. （原始内容存档于2021-07-23）.
5. ↑  Agencies. . Taipei Times. 21 February 2009  [11 June 2018]. （原始内容存档于2020-04-06）.
6. ↑  在台20萬穆斯林　「我不是恐怖份子」 （页面存档备份，存于）,2016.7.26 蘋果日報
7. ↑  Zafar, Abu. . World Bulletin. Taiwan. 12 August 2016  [4 February 2021]. （原始内容存档于2022-06-05）.
8. ↑  Bodetti, Austin. . TheNewArab. 20 August 2019  [22 January 2021]. （原始内容存档于2021-01-23）.
9. ↑  . 中華民國內政部. 2013-03-24  [2016-07-25]. （原始内容存档于2017-06-30） （中文（臺灣））.
10. 1 2 3 4 5  . Taiwan Today. 1 May 1992  [10 February 2021]. （原始内容存档于2016-10-28）.
11. ↑  Thomas, John. . Arabian Gazette. 26 June 2017  [2 June 2018]. （原始内容存档于2021-12-01）.
12. ↑  . 福建省地方志编纂委员会. 2013-03-24  [2016-07-25]. （原始内容存档于2019-06-09） （中文（臺灣））.
13. 1 2 3 4 5  Ting, Dawood C.H. . Taiwan Today. 1 January 1988  [23 July 2021]. （原始内容存档于2021-07-23）.
14. ↑  張宇 杜軍. . 中國穆斯林. 2013-03-24  [2016-07-25]. （原始内容存档于2016-09-19） （中文（臺灣））.
15. 1 2 3 4 5 6 7 8 9  Gowing, Peter G. . Aramco World. 1970  [25 January 2021]. （原始内容存档于2023-10-12）.
16. 1 2  Hatch, Adam. . Taipei Trends. 29 December 2015  [6 December 2016]. 原始内容存档于4 January 2016.
17. ↑  . Google Maps. 7 September 2012  [22 April 2014].
18. 1 2 3  Loa, Iok-sin. . Taipei Times. 31 August 2008  [11 June 2018]. （原始内容存档于2011-09-20）.
19. ↑  Turton, Michael. . Taipei Times. 23 November 2020  [12 August 2021]. （原始内容存档于2023-04-05）.
20. ↑  Corbett, Seth. . Focus Taiwan. 6 December 2015  [11 June 2018]. （原始内容存档于2018-09-16）.
21. ↑  Wang, Daiyu. . Word Press. 31 January 2008  [11 June 2018]. （原始内容存档于2023-04-04）.
22. 1 2 3  Her, Kelly. . Taiwan Today. 25 September 2020  [4 February 2021]. （原始内容存档于2023-04-04）.
23. ↑  Dewi, Karlina Sintia.  [Witnessing the Development of Islam in the State of Formosa Taiwan]. Liputan6. 16 May 2019  [22 January 2021]. （原始内容存档于2022-06-04） （印度尼西亚语）.
24. ↑  Tham, Davina. . Taipei Times. 29 May 2019  [22 January 2021]. （原始内容存档于2023-04-04）.
25. ↑  Taylor, Jay. The Generalissimo's Son: Chiang Ching-Kuo and the Revolutions in China and Taiwan. ISBN 0-674-00287-3.
26. ↑  Lax, Kev. . Taiwan Fun. May 2003  [15 November 2016]. （原始内容存档于2023-04-05）.
27. ↑  Pelletier, Robert. . University of Ottawa: 56. 2014. CiteSeerX 10.1.1.693.1615 .
28. ↑  Charette, Rick. . The News Lens. 13 April 2020  [22 January 2021]. （原始内容存档于2021-02-27）.
29. ↑  Hammond, Kelly Anne.  (PDF). Hoover Institution. Stanford University.   [20 September 2021]. （原始内容存档 (PDF)于2023-04-27）.
30. ↑  Lo, Tern Chern. . The Star. 7 November 2016  [14 November 2016]. （原始内容存档于2023-04-16）.
31. 1 2  Quartly, Jules. . AmCham Taiwan. 22 January 2021  [22 January 2021]. （原始内容存档于2023-04-04）.
32. ↑  . Dakwa Tuna.   [22 April 2014]. （原始内容存档于2017-12-25）.
33. ↑  Asia Times Staff. . Asia Times. 12 December 2017  [4 November 2021]. （原始内容存档于2021-07-01）.
34. ↑  Yunita, Niken Widya. . detikNews. 19 February 2018  [2 June 2018]. （原始内容存档于2019-08-30） （印度尼西亚语）.
35. ↑   [Visited PCINU Taiwan, Mahfud MD Conveyed Nationalism Message]. NU Online. 22 March 2018  [22 October 2019]. （原始内容存档于2019-10-10） （印度尼西亚语）.
36. ↑  Chen, Melody. . Taipei Times. 22 April 2014  [15 April 2014]. （原始内容存档于2019-11-30）.
37. 1 2  . Taiwan Today. 15 December 2015  [26 May 2022]. （原始内容存档于2023-04-04）.
38. 1 2 3  Chinese Muslim Association. . Library of Turkistani. 28 January 2021  [20 September 2021]. （原始内容存档于2023-04-04）.
39. 1 2  Bao, Ibrahim. . Islam.org.hk.   [22 April 2014]. （原始内容存档于2023-04-04）.
40. ↑  Cheng, Wei-chi; Chung, Jake. . Taipei Times. 27 September 2020  [22 January 2021]. （原始内容存档于2023-04-04）.
41. ↑  Winn, Patrick. . The World. 30 May 2011  [4 August 2021]. （原始内容存档于2021-09-22）.
42. ↑  . The Jerusalem Post. Associated Press. 10 May 2010  [4 August 2021]. （原始内容存档于2023-05-29）.
43. ↑  Huang, Shelley. . Taipei Times. 17 May 2010  [22 April 2014]. （原始内容存档于2018-11-06）.
44. ↑  . Deccan Herald (Taipei). 21 May 2013  [22 April 2014]. （原始内容存档于2016-03-04）.
45. ↑  Staff Writer with CNA. . Taipei Times. 30 May 2011  [30 May 2011]. （原始内容存档于2016-06-17）.
46. ↑  . Focus Taiwan. 28 May 2011  [4 August 2021]. （原始内容存档于2023-04-05）.
47. ↑  . World Bulletin. 20 October 2016  [14 November 2016]. （原始内容存档于2023-04-05）.
48. ↑  Salmonsen, Renée. . Taiwan News. 19 June 2017  [25 June 2017]. （原始内容存档于2018-10-30）.
49. 1 2  Liao, George. . Taiwan News. 20 May 2018  [4 August 2021]. （原始内容存档于2018-07-06）.
50. ↑  Huang, Tzu-ti. . Taiwan News. 7 November 2019  [8 November 2019]. （原始内容存档于2020-06-21）.
51. ↑  Lin, Heng-li; Low, Y.F. . Focus Taiwan. 17 June 2014  [3 August 2014]. （原始内容存档于2018-11-15）.
52. 1 2  Lee, James. . Focus Taiwan. 13 July 2013  [22 April 2014]. （原始内容存档于2018-06-12）.
53. ↑  Wang, Shu-fen; Wu, Lilian. . Focus Taiwan. 23 May 2015  [11 June 2018]. （原始内容存档于2023-04-04）.
54. ↑  Kelana, Irwan.  [Taiwan Halal Restaurants with Indonesian Flavors]. Republika. 14 November 2016  [14 November 2016]. （原始内容存档于2022-07-13） （印度尼西亚语）.
55. ↑  . Taipei Economic and Cultural Representative Office in the Kingdom of Saudi Arabia. 29 June 2020  [4 February 2021].
56. ↑  . Taipei Times. 2 April 2018  [18 April 2018]. （原始内容存档于2019-10-30）.
57. ↑  . Taiwan External Trade Development Council.   [19 May 2018]. （原始内容存档于2018-11-20）.
58. 1 2  Shan, Shelly. . Taipei Times. 15 April 2014  [22 April 2014]. （原始内容存档于2019-10-31）.
59. ↑  . Crescentrating.   [10 May 2014]. （原始内容存档于30 December 2013）.
60. ↑  Lin, Rachel; Chung, Jake. . Taipei Times. 6 September 2019  [6 September 2019]. （原始内容存档于2019-12-05）.
61. ↑  . Shangrila Leisure Farm.   [11 June 2018]. （原始内容存档于2019-12-22）.
62. ↑  . Taipei Economic and Cultural Office in Los Angeles. 10 April 2013  [26 May 2022].
63. ↑  Liang, Yuan-ling. . The News Lens. 16 June 2016  [11 June 2018]. （原始内容存档于2023-04-04）.
64. ↑  Chung, Oscar. . Taiwan Today. 1 May 2020  [16 February 2021]. （原始内容存档于2023-04-04）.
65. ↑  Crook, Steven. . Taipei Times. 23 January 2020  [4 February 2021]. （原始内容存档于2023-04-05）.
66. ↑  Liao, George. . Taiwan News. 10 June 2018  [11 June 2018]. （原始内容存档于2018-06-12）.
67. ↑  Ozturk, Mehmet. . AA. Taipei, Taiwan. 20 October 2016  [24 October 2016]. （原始内容存档于2017-05-10）.
68. ↑  . Islam Web. 14 August 2016  [15 November 2016]. （原始内容存档于2023-04-05）.
69. ↑  .   [22 January 2021]. （原始内容存档于2021-01-28）.
70. ↑  . Department of Arabic Language and Culture, National Chengchi University. National Chengchi University. 5 December 2012  [10 May 2014]. （原始内容存档于5 November 2019）.
71. ↑  . College of Foreign Languages & Literature, NCCU.   [10 May 2014]. （原始内容存档于25 October 2016）.
72. ↑  . Department of Arabic Language and Culture, National Chengchi University. 21 January 2009  [10 May 2014]. （原始内容存档于25 October 2016）.
73. ↑  . World Moslem. 11 October 2008  [10 May 2014]. （原始内容存档于2022-03-18）.
74. ↑  Yiu, Cody. . Taipei Times. 10 November 2003  [10 May 2014]. （原始内容存档于2016-11-20）.
75. ↑  Chiu, Jennifer. . Taiwan Info. 20 March 1992  [21 December 2014]. （原始内容存档于21 December 2014）.
76. ↑  Hsu, Chih-wei; Chang, S.C. . Focus Taiwan. 6 June 2016  [7 June 2016]. （原始内容存档于2018-05-22）.
77. 1 2  Taiwan News. . Taiwan News. 11 June 2020  [27 February 2021]. （原始内容存档于2023-04-04）.
78. ↑   [Indonesian Migrant Worker's Zakat Recipient in Taiwan Increased in the Midst of Pandemic]. Antara News. 27 May 2020  [26 June 2021]. （原始内容存档于2023-04-05） （印度尼西亚语）.
79. ↑  Chiu, Jennifer. . Taiwan Info. 20 March 1992  [21 December 2014]. （原始内容存档于21 December 2014）.
80. ↑  Central News Agency. . Taiwan News. 16 April 2019  [10 February 2021]. （原始内容存档于2023-04-04）.
81. ↑  . New Southbound Policy Portal. Ministry of Foreign Affairs, Republic of China (Taiwan). 4 June 2020  [4 August 2021]. （原始内容存档于2023-04-04）.
82. ↑  Huang, Maggie. . Taiwan News. 24 June 2017  [25 June 2017]. （原始内容存档于2018-02-03）.
83. ↑  Staff writer with CNA. . Taipei Times. 25 June 2017  [25 June 2017]. （原始内容存档于2017-06-30）.
84. ↑  CNA. . Taipei Times. 17 December 2001  [11 June 2018]. （原始内容存档于2018-11-06）.
85. ↑  Lee, Hsin-yin. . Focus Taiwan. 25 June 2017  [25 June 2017]. （原始内容存档于2019-12-25）.
86. ↑  . Facebook. 25 June 2017  [25 June 2017]. （原始内容存档于2020-06-26）.
87. ↑  Everington, Keoni. . Taiwan News. 26 June 2017  [18 April 2018]. （原始内容存档于2019-10-11）.
88. ↑  Yen, William. . Focus Taiwan. 3 June 2019  [12 June 2019]. （原始内容存档于2019-09-08）.
89. ↑  Staff writer with CNA. . Taipei Times. 6 June 2019  [12 June 2019]. （原始内容存档于2019-08-30）.
90. ↑  . National Cheng Kung University. 5 July 2019  [23 July 2021]. （原始内容存档于2023-04-04）.
91. ↑  Pei-yao, Shen; Jake, Chung. . Taipei Times. 22 May 2020  [26 May 2020]. （原始内容存档于2020-06-10）.
92. ↑  Central News Agency. . Taiwan News. 9 April 2020  [25 January 2021]. （原始内容存档于2023-04-04）.
93. ↑  Teng, Sylvia. . Taiwan News. 24 May 2020  [26 May 2020]. （原始内容存档于2020-06-08）.
94. ↑  . Taiwan News. 31 July 2020  [25 January 2021]. （原始内容存档于2023-04-05）.
95. ↑  Taiwan News Staff Writer. . Taiwan News. 10 May 2021  [4 August 2021]. （原始内容存档于2023-04-04）.
96. ↑  Lee, I-chia. . Taipei Times. 27 April 2021  [4 August 2021]. （原始内容存档于2023-04-04）.
97. ↑  Department of Information Technology, Taipei City Government. . Taipei City Government. 25 April 2023  [4 July 2023]. （原始内容存档于2023-07-04）.
98. ↑  AA. . Daily Sabah. 4 March 2021  [20 September 2021]. （原始内容存档于2023-04-05）.
99. ↑  Ramkumar, K.S. . Arab News. 25 January 2005  [10 May 2014]. （原始内容存档于2019-08-24）.
100. ↑  Choi, Seong Hyeon. . The Diplomat. 5 July 2021  [4 August 2021]. （原始内容存档于2023-06-07）.
101. ↑  Ramkumar, K.S. . Arab News. 9 January 2005  [10 May 2014]. （原始内容存档于2016-11-19）.
102. ↑  Low, Y.F. . Taipei Times. 10 February 2006  [22 April 2014]. （原始内容存档于2019-12-14）.
103. ↑  Zuhri, Damanhuri.  [Thousands of Muslims in Taiwan to Attend Tabligh Akhar]. Republika. 8 November 2016  [14 November 2016]. （原始内容存档于2022-06-03） （印度尼西亚语）.
104. ↑  . Taiwan Today. 7 December 2011  [11 June 2018]. （原始内容存档于2016-08-15）.
105. ↑  . Arab News. 5 November 2012  [10 May 2014]. （原始内容存档于2016-11-19）.
106. 1 2  . Taiwan Today. 11 November 2013  [26 May 2022]. （原始内容存档于2023-04-04）.
107. ↑  Hou, Elaine. . Focus Taiwan. 27 July 2017  [7 August 2017]. （原始内容存档于2017-07-27）.
108. ↑  Chai, Scarlette; Ting, Wei-shih. . Focus Taiwan. 3 August 2017  [7 August 2017]. （原始内容存档于2019-09-05）.
109. ↑  Staff writer with CNA. . Taipei Times. 19 September 2017  [19 September 2017]. （原始内容存档于2019-11-05）.
110. ↑  Wahab, Siraj. . Arab News. 17 August 2018  [9 March 2022]. （原始内容存档于2023-04-05）.
111. ↑  Strong, Matthew. . Taiwan News. 2 October 2018  [5 October 2018]. （原始内容存档于2018-10-05）.
112. ↑  Huang, Tzu-ti. . Taiwan News. 18 September 2019  [28 March 2022]. （原始内容存档于2023-04-05）.
113. ↑  回教公墓管理室. . Google Maps. 1970-01-01  [10 May 2014].
114. ↑  Ramkumar, K.S. . Arab News. 25 December 2006  [10 May 2014]. （原始内容存档于2016-10-24）.
115. ↑  . Taiwan Today. 8 March 2013  [22 January 2021]. （原始内容存档于2023-04-04）.
116. ↑  Chiu, Shao-wen; Pan, Jason. . Taipei Times. 5 April 2014  [10 May 2014]. （原始内容存档于2023-11-08）.
117. ↑  回教公墓管理室. . Google Maps. 1970-01-01  [10 May 2014].
118. ↑  . Taipei Times. 23 June 2019  [2 February 2021]. （原始内容存档于2023-04-04）.
119. ↑  DeAeth, Duncan. . Taiwan News. 2 April 2018  [18 April 2018]. （原始内容存档于2021-08-04）.
120. ↑  客家新聞Hakka News. . YouTube. 22 December 2018  [3 May 2019]. （原始内容存档于2021-12-13）.
121. ↑  . Mortuary Services and Information, Tainan City.   [4 August 2021]. （原始内容存档于2023-05-30）.
122. ↑  Su, Lynn. . Taiwan Panorama. May 2022  [26 May 2022]. （原始内容存档于2022-05-26）.
123. ↑  McEneaney, Ciaran. . Culture Trip. 10 January 2019  [22 January 2021]. （原始内容存档于2023-04-04）.
124. ↑  Alhamdan, Shahd. . Saudi Gazette. 20 February 2016  [7 June 2018]. （原始内容存档于2017-07-02）.
125. ↑  Shan, Shelley. . Taipei Times. 29 March 2014  [25 January 2021]. （原始内容存档于2018-06-12）.
126. ↑  [tainan.landishotelsresorts.com/news_page.aspx?id=2048 ] 请检查|url=值 (帮助). Tayih Landis Hotel. 1 September 2016  [1 September 2016]. （原始内容存档于4 August 2016）.
127. ↑  . New Southbound Policy Portal. Ministry of Foreign Affairs, Republic of China (Taiwan). 10 July 2018  [4 August 2021]. （原始内容存档于2023-04-04）.
128. ↑  . Taiwan Today. 18 February 2016  [26 May 2022]. （原始内容存档于2023-04-04）.
129. ↑  . Taiwan Today. 7 October 2016  [26 May 2022]. （原始内容存档于2016-10-12）.
130. ↑  Yen, William. . Focus Taiwan. 14 December 2021  [15 December 2021]. （原始内容存档于2023-09-21）.
131. ↑  S, Puvaneswary. . TTG Asia. 30 October 2012  [16 February 2021]. （原始内容存档于2023-04-04）.
132. ↑  Ng, Xiang Yi.  [Taiwan Expand Muslim-Based Tourism]. Malaysia Kini. 23 August 2019  [4 February 2021]. （原始内容存档于2023-04-05） （马来语）.
133. ↑  Yu, Hsiao-han; Lim, Emerson. . Focus Taiwan. 16 July 2021  [17 July 2021]. （原始内容存档于2023-04-04）.
134. ↑  . The Sun Daily. 18 September 2021  [29 September 2021]. （原始内容存档于2023-08-09）.
135. ↑  . Taipei Times. 15 December 2021  [17 December 2021]. （原始内容存档于2022-11-28）.
136. ↑  Shan, Shelley. . Taipei Times. 6 June 2022  [17 June 2022]. （原始内容存档于2023-04-04）.
137. ↑  Lee, I-chia. . Taipei Times. 22 October 2019  [22 October 2019]. （原始内容存档于2019-12-22）.
138. 1 2  Wu, Po-wei; Yeh, Joseph. . Focus Taiwan. 9 October 2019  [9 October 2019]. （原始内容存档于2019-12-09）.
139. ↑  Scanlan, Sean. . Taiwan News. 9 April 2023  [11 April 2023]. （原始内容存档于2023-12-11）.
140. ↑  . The Star. 10 April 2023  [11 April 2023]. （原始内容存档于2023-06-03）.
141. ↑  . The Sarawak Tribune. 10 April 2023  [11 April 2023]. （原始内容存档于2023-04-16）.
142. ↑  Bao, Ibrahim. . Islam.org.hk. 11 August 2010  [4 August 2021]. （原始内容存档于2022-06-01）.
143. ↑  Loa, Iok-sin. . Taipei Times. 9 August 2013  [10 May 2014]. （原始内容存档于2018-06-12）.
144. ↑  . National Taiwan Museum.   [5 August 2021]. （原始内容存档于2023-04-04）.
145. ↑  Chen, Christie. . Focus Taiwan. 13 January 2014  [10 May 2014]. （原始内容存档于2018-11-15）.
146. ↑  . Ministry of Culture.   [5 August 2021]. （原始内容存档于2023-04-04）.
147. ↑  Pan, Jason. . Taipei Times. 6 September 2014  [7 September 2014]. （原始内容存档于2019-09-02）.
148. ↑  . Taiwan Today. 13 April 2015  [26 May 2022]. （原始内容存档于2023-04-04）.
149. ↑  Lee, Hsin-yin. . Focus Taiwan. 12 December 2017  [24 December 2017]. （原始内容存档于2018-01-26）.
150. ↑  Huang, Maggie. . Taiwan News. 23 December 2017  [24 December 2017]. （原始内容存档于2017-12-24）.
151. ↑  . Tainan City Government. 18 April 2017  [10 February 2021]. （原始内容存档于2023-04-04）.
152. ↑  Central News Agency. . Taiwan News. 8 June 2018  [11 June 2018]. （原始内容存档于2023-04-04）.
153. ↑  . Food Taipei. 26 February 2021  [18 September 2021]. （原始内容存档于2023-04-04）.
154. 1 2  Tham, Davina. . Taipei Times. 27 December 2019  [18 September 2021]. （原始内容存档于2023-09-22）.
155. ↑  . New Straits Times. 13 April 2021  [4 August 2021]. （原始内容存档于2023-04-04）.
156. ↑  TNL, Shuhei Omi. . The News Lens. 27 July 2016  [20 September 2021]. （原始内容存档于2023-05-30）.
157. ↑  traveltaipeimagzine. . Taiwan Scene. 17 August 2021  [20 September 2021]. （原始内容存档于2023-04-04）.
158. ↑  Tacet, Athena. . Aljazeera. 31 December 2014  [23 July 2021]. （原始内容存档于2020-02-15）.
159. ↑  Shariff, Omar. . Gulf News. 27 February 2014  [4 February 2021]. （原始内容存档于2014-03-06）.
160. 1 2  Ho, Shih-chang; Shen, Pei-yao; Chin, Jonathan. . Taipei Times. 4 October 2016  [22 January 2021]. （原始内容存档于2019-09-01）.
161. ↑  Chin, Jonathan. . Taipei Times. 30 August 2021  [18 September 2021]. （原始内容存档于2023-04-04）.
162. ↑  Liu, Wei-ting. . Taipei Times. 4 September 2021  [18 September 2021]. （原始内容存档于2023-04-04）.
163. 1 2  . Islam.org.hk. 2 June 2003  [22 January 2021]. （原始内容存档于2022-06-01）.
164. ↑  Michael Dillon. . Richmond: Curzon Press. 1999: 86  [28 June 2010]. ISBN 0700710264.
165. ↑  Yafis, Balqis. . Taiwan Halal. 24 April 2021  [20 September 2021]. （原始内容存档于2023-10-27）.
166. ↑  . Islamic Association of Taiwan.   [19 May 2018]. （原始内容存档于2019-09-17）.
167. ↑  Teng, Pei-ju. . Taiwan News. 7 November 2017  [19 May 2018]. （原始内容存档于2018-07-05）.
168. ↑  IAT. . YouTube.   [31 May 2022]. （原始内容存档于2023-04-04）.
169. ↑  . Taiwan Muslim Association.   [28 May 2018]. （原始内容存档于2019-09-17）.
170. ↑  . Facebook.   [28 May 2018]. （原始内容存档于2022-06-03）.
171. ↑  . THIDA.   [10 May 2014]. （原始内容存档于2019-09-13）.
172. ↑  . Daganghalal.com.   [10 May 2014]. （原始内容存档于12 May 2014）.
173. ↑  . New Southbound Policy Portal. Ministry of Foreign Affairs Republic of China (Taiwan). 1 March 2018  [3 June 2018]. （原始内容存档于2020-06-26）.
174. 1 2  . CHU Office of International & Cross-Strait Affairs. 2 October 2017  [7 June 2018]. （原始内容存档于12 June 2018）.
175. ↑  . Facebook.   [3 August 2014]. （原始内容存档于2020-07-31）.
176. ↑  Muslim, Hsinchu. . Hsinchu Muslim Students Club.   [10 May 2014]. （原始内容存档于2018-11-22）.
177. ↑  . College of Management, NSYSU.   [23 July 2021]. （原始内容存档于2023-06-02）.
178. ↑   (official YouTube channel).   [2023-10-17]. （原始内容存档于2023-11-07）.
179. ↑  . Close2licha.wordpress.com. 8 November 2011  [10 May 2014]. （原始内容存档于2014-05-12）.
180. ↑  Gunar, Gunar. . Yuan Ze University Muslim Students Association. 3 June 2012  [2023-10-17]. （原始内容存档于2016-10-03）.
181. ↑  . Blogspot.   [24 July 2021]. （原始内容存档于2014-09-04）.
182. ↑  National Religion Information Network.  [Taiwan's Mosques and Halal Certification Information]. Ministry of Education, R.O.C. (Taiwan). 13 November 2018  [14 November 2018]. （原始内容存档于26 January 2021） （中文）.
183. ↑  . YouTube. 26 March 2014  [10 May 2014]. （原始内容存档于2021-12-13）.
184. ↑  Strong, Matthew. . Taiwan News. 26 January 2018  [23 February 2018]. （原始内容存档于2018-02-24）.
185. ↑  Taiwan Halal Team. . Taiwan Halal.   [9 May 2018]. （原始内容存档于2019-02-27）.
186. ↑  . Taiwan Today. 29 January 2015  [26 May 2022]. （原始内容存档于2023-04-04）.
187. ↑  Shan, Shelley. . Taipei Times. 2 February 2015  [11 June 2018]. （原始内容存档于2018-11-06）.
188. 1 2  Huang, Li-hsiang; Chin, Jonathan. . Taipei Times. 21 December 2015  [11 June 2018]. （原始内容存档于2018-06-12）.
189. ↑  . Taipei Times. 22 September 2015  [11 June 2018]. （原始内容存档于2023-04-04）.
190. ↑  Wang, Shu-fen; Chen, Christie. . Focus Taiwan. 21 September 2015  [11 June 2018]. （原始内容存档于2018-11-15）.
191. 1 2  Lai, Juvina. . Taiwan News. 11 November 2017  [11 November 2017]. （原始内容存档于2018-07-20）.
192. ↑  Shan, Shelley. . Taipei Times. 12 May 2016  [11 June 2018]. （原始内容存档于2018-06-12）.
193. 1 2  Shan, Shelley. . Taipei Times. 29 September 2021  [29 September 2021]. （原始内容存档于2023-04-04）.
194. ↑  . Taiwan Today. 14 November 2016  [26 May 2022]. （原始内容存档于2016-11-19）.
195. ↑  . YouTube. FICHET Taiwan. 25 October 2016  [19 November 2016]. （原始内容存档于2021-12-13）.
196. ↑  Chuang, Sonia. . Business Wire. 15 November 2016  [19 November 2016]. （原始内容存档于2018-11-16）.
197. ↑  . National Cheng Kung University. 15 November 2016  [2 February 2021]. （原始内容存档于2023-04-04）.
198. ↑  . Focus Taiwan. 7 June 2018  [7 June 2018]. （原始内容存档于2019-12-25）.
199. ↑  Huang, Tzu-ti. . Taiwan News. 18 November 2020  [27 February 2021]. （原始内容存档于2023-04-04）.
200. ↑  AG Reporter. . Arabian Gazette. 1 September 2018  [2 February 2021]. （原始内容存档于2021-12-14）.
201. 1 2 3 4  Taiwan News. . Taiwan News. 21 October 2019  [31 October 2019]. （原始内容存档于2019-10-22）.
202. ↑  . Ministry of Culture. 21 October 2019  [26 May 2022]. （原始内容存档于2023-04-04）.
203. 1 2  Daiyu, Wang. . Islaminchina.wordpress.com. 18 March 2010  [10 May 2014]. （原始内容存档于2023-04-04）.
204. ↑  . Taiwan Today. 29 July 2011  [4 August 2021]. （原始内容存档于2023-04-04）.
205. ↑  Huang, Guo-fang; Liu, Kuan-lin. . Focus Taiwan. 21 December 2017  [22 December 2017]. （原始内容存档于2019-12-21）.
206. ↑  Lin, Meng-ju; Huang, Romulo. . Focus Taiwan. 19 January 2016  [30 January 2016]. （原始内容存档于2018-11-15）.
207. ↑  . Daily Express. 14 May 2017  [16 May 2017]. （原始内容存档于2017-06-08）.
208. ↑  Taipei Grand Mosque Foundation. .   [2 June 2019]. （原始内容存档于2022-06-01） （中文（繁體））.
209. ↑  . Chang Gung Memorial Hospital International Medical Center.   [2 February 2021]. （原始内容存档于2022-12-06）.
210. ↑  Chiu, Chun-chin; Low, Y.F. . Focus Taiwan. 30 April 2015  [1 May 2015]. （原始内容存档于2019-08-28）.
211. ↑  Huang, Hui-yu. . Taiwan News. 24 April 2015  [2 February 2021]. （原始内容存档于2022-06-02）.
212. ↑  Lin, Sean. . Taipei Times. 7 July 2016  [19 November 2016]. （原始内容存档于2023-04-05）.
213. ↑  Huang, Maggie. . Taiwan News. 18 November 2016  [19 November 2016]. （原始内容存档于2023-04-04）.
214. ↑  . Borneo Post. 13 September 2016  [19 November 2016]. （原始内容存档于2023-04-05）.
215. ↑  . Taipei Nangang Exhibition Center.   [26 May 2022]. （原始内容存档于2023-04-04）.
216. ↑  BoydJones. . Boyd Jones' Bijou. 18 October 2008  [24 July 2021]. （原始内容存档于2017-05-11）.
217. ↑  Lai, Yu-chen; Lin, Ko. . Focus Taiwan. 15 May 2021  [16 May 2021]. （原始内容存档于2023-06-10）.
218. ↑  Hsu, Crystal. . Taipei Times. 27 October 2002  [11 June 2018]. （原始内容存档于2018-08-09）.

## 外部連結
- 台北清真寺 （页面存档备份，存于）
- 中國回教協會（页面存档备份，存于）
- 受中国回教协会认可的穆斯林餐厅和旅馆 （页面存档备份，存于）
- 伊斯蘭教在台灣的發展與變遷 臺灣博碩士論文知識加值系統 （页面存档备份，存于）
- 伊斯蘭教與文化協會-台灣清真寺 （页面存档备份，存于）
- 台灣穆斯林的掙扎生存
- 《台灣穆斯林的生存鬥爭》，馬朝炎
- 台灣的伊斯蘭教和穆斯林 （页面存档备份，存于）
- YouTube上的穆斯林台灣之旅
- 台灣清真產業品質保證推廣協會 （页面存档备份，存于）
- 國立台灣科技大學 - 國際穆斯林學生協會
- 國立交通大學 - 新竹穆斯林學生社團（網站） （页面存档备份，存于）
- - 新竹穆斯林學生社團（FB社群） （页面存档备份，存于）
- 成為台灣穆斯林：穆斯林少數民族的民族、國籍與宗教認同的轉變 （页面存档备份，存于）
- 台灣穆斯林的探索性研究